# Lista de episódios de Cyberchase
Esta é uma lista contendo todos os episódios da série Cyberchase.
| Temporada | Temporada | Episódios | Exibição original       | Exibição original      |
| Temporada | Temporada | Episódios | Início                  | Término                |
| --------- | --------- | --------- | ----------------------- | ---------------------- |
|           | 1         | 26        | 21 de janeiro de 2002   | 10 de julho de 2002    |
|           | 2         | 14        | 14 de fevereiro de 2003 | 31 de outubro de 2003  |
|           | 3         | 12        | 3 de maio de 2004       | 31 de dezembro de 2004 |
|           | 4         | 10        | 15 de abril de 2005     | 7 de outubro de 2005   |
|           | 5         | 10        | 31 de outubro de 2006   | 3 de setembro de 2007  |
|           | 6         | 10        | 7 de novembro de 2007   | 27 de outubro de 2008  |
|           | 7         | 7         | 20 de abril de 2009     | 6 de outubro de 2009   |
|           | 8         | 5         | 25 de junho de 2010     | 23 de julho de 2010    |
|           | 9         | 5         | 4 de novembro de 2013   | 15 de abril de 2014    |
|           | 10        | 5         | 9 de novembro de 2015   | 13 de novembro de 2015 |
|           | 11        | 10        | 23 de outubro de 2017   | 20 de abril de 2018    |
|           | 12        | 12        | 19 de abril de 2019     | 8 de maio de 2020      |
|           | 13        | 10        | 25 de fevereiro de 2022 | 24 de junho de 2022    |
|           | 14        | 3         | 21 de abril de 2023     | 28 de abril de 2023    |

## Primeira Temporada:2002
| # | Título                                                                      | Data Original           | Tópico Matemático | Código de Produção |
| --- | --------------------------------------------------------------------------- | ----------------------- | --- | ------------------ |
| 1 | "O Dr. Gude se Foi" "Lost My Marbles"                                       | 21 de janeiro de 2002   | Navegação - Um mapa é uma ferramenta matemática que pode ser usada para ir de um lugar a outro, em qualquer lugar da Terra. | 101                |
| O que era para ser um dia divertido em uma biblioteca, se transforma em uma cyberaventura quando Jackie, Mateus e Inês ficam sabendo que Hacker sequestrou Dr.Gude e o escondeu em uma ilha. As crianças e Dígito têm de usar um mapa como ferramenta, para encontrar o Dr. Gude e sair da ilha antes que ela vire totalmente do avesso. |                                                                             |                         | |                    |
| 2 | "Castelvânia" "Castleblanca"                                                | 22 de janeiro de 2002   | Usando Dados - Dados são muito mais do que uma coleção de números. Quando são reunidos, ao organizá-los e analisá-los, pode-se descobrir informações úteis escondidas nos números.                                                                              | 102                |
| O Dr. Good é capturado por Hacker e levado para Castelvânia. O objetivo de Hacker é transferir o cérebro do dr. Good para o seu recém-construído robô chamado Gigabyte! Convocados por Placa-mãe, as crianças e Dígito chegam com o conhecimento de que Hacker tomou dr. Good e o escondeu em um castelo, mas qual? Há centenas e centenas de castelos. Para encontrar Dr. Good, as crianças devem dominar a arte da coleta de dados corretamente e organizar os resultados em gráficos, que às vezes podem ser surpreendentes. |                                                                             |                         | |                    |
| 3 | "Fliperauta City" "R-Fair City"                                             | 23 de janeiro de 2002   | Probabilidade e Chance - Mesmo não podendo saber se é possível ganhar ou não um jogo de azar, pode-se prever as chances de ganhá-lo e dizer se é ele justo ou não.                                                                                              | 103                |
| Hacker, vestido de cigana e utilizando-se do codinome Madame Incógnita, convida Dígito para ir a Fliperauta City e prende-o em cativeiro logo após obrigá-lo a participar de um jogo estranho que inventou. Quando as crianças chegam, elas descobrem que há boatos de que os jogos de Fliperauta City não são mais justos. Então, analisam os jogos para verificar se são justos ou não e usam o que aprenderam para encontrar Hacker e vencê-lo em seu próprio jogo antes que seja tarde demais! |                                                                             |                         | |                    |
| 4 | "Um Dia Branco de Neve" "Snow Day to Be Exact"                              | 24 de janeiro de 2002   | Estimativa - Às vezes, uma resposta estreita é bom o suficiente para o problema que está sendo resolvido. | 104                |
| Hacker rouba a solesfera de Solaria, fazendo com que o site fique coberto de neve! Numa divertida caçada à solesfera, as crianças descobrem o poder da estimativa, a fim de recuperar a incandescente solesfera de Bug e Deleto antes que a temperatura atinja zero e congele o site para sempre. |                                                                             |                         | |                    |
| 5 | "Planaltópolis" "Sensible Flats"                                            | 25 de janeiro de 2002   | Área - Para encontrar a área de um objeto, deve-se contar quantos quadrados cabe nele. Mas há um jeito mais fácil! Multiplicando a largura pelo comprimento, pode-se usar a matemática para calcular a sua área.                                                | 105                |
| A Cyberturma é transportada para o site Planaltópolis a fim de provar que Hacker tomou um pedaço de terra maior do que é permitido. Hacker é preso e o julgamento está a caminho. Ele faz um acordo com as crianças, prometendo dar o antídoto para o vírus da Placa-Mãe, se elas o ajudarem a sair da prisão. Então, as crianças têm de analisar os terrenos para descobrirem se Hacker está falando a verdade ou mentindo. |                                                                             |                         | |                    |
| 6 | "Pelos Poderes de Zeus" "Zeus on the Loose"                                 | 28 de janeiro de 2002   | Frações - Quando é preciso dividir as coisas em partes e partilhá-las, as frações são os melhores números a utilizar. | 106                |
| As crianças não conseguem impedir Hacker de roubar a Caixa de Pandora no site Monte Olimpo. Zeus fica furioso e Jackie, Mateus, Inês e Dígito devem resolver uma charada para satisfazê-lo e ganhar uma segunda chance. No decurso da sua aventura, em meio a muitas criaturas mitológicas, as crianças descobrem que uma fração também pode ser uma divisão. |                                                                             |                         | |                    |
| 7 | "O Caso Todesville" "The Poddleville Case"                                  | 29 de janeiro de 2002   | Padrões - Padrões são sequências que se repetem em uma forma ordenada. Pode-se usar modelos para prever o próximo passo na resolução de um problema. | 107                |
| Hacker rouba os todels de Todesville, objetos semelhantes a ovos com formas, números e cores. Sem eles, o equilíbrio da cidade é totalmente alterado e ela se torna completamente disforme. O objetivo de Hacker é usar os todels para destravar o cybercofre da cidade e utilizar toda a energia armazenada ali para si mesmo. A Cyberturma deve usar a matemática e a lógica para combater o padrão duplo que destrava o cybercofre de energia antes que Hacker, Bug e Deleto descubram! Nota: Dígito está ausente nesse episódio. |                                                                             |                         | |                    |
| 8 | "E Eles Contaram Felizes Para Sempre" "And They Counted Happily Ever After" | 30 de janeiro de 2002   | Números e Operações - Repousando números em um padrão regular, tem-se o poder de controlar tudo sobre a Terra. | 108                |
| Hacker rapta o Rei de Felizes Para Sempre, e exige um resgate em ovos de ouro. A Bruxa Malvada lança uma mágica, que impede a capacidade dos moradores de contar, tornando impossível para o povo reunir os necessários grande número de ovos. Com a segurança do Rei em jogo, as crianças têm de ajudar o povo a entender como contar novamente e a calcular o grande número de ovos de ouro, antes que o tempo se esgote! |                                                                             |                         | |                    |
| 9 | "A Hora da Aventura" "Clock Like an Egyptian"                               | 31 de janeiro de 2002   | Marcação do Tempo - Para medir a passagem do tempo, deve-se escolher um ponto de partida e contar as batidas de algo que se repete, com intervalos regulares.                                                                                                   | 109                |
| Dr. Good encontra o Chip Codificador, mas a Múmia que guarda a Tumba de Rom encontra-o. Quando a Cyberturma chega, a Múmia fixa uma armadilha na pirâmide, fazendo com que a porta que leva as câmaras vá descendo à medida que os dois canos de água, localizados ao lado, vão se esvaziando. Então, eles devem atravessar as câmaras da pirâmide, encontrar um meio de medir o tempo, resgatar o Dr. Good e escapar antes que a armadilha fixada pela Múmia prenda-os para sempre na pirâmide. |                                                                             |                         | |                    |
| 10 | "Os Segredos de Simétrica" "The Secrets of Symmetria"                       | 1 de fevereiro de 2002  | Simetria - Simetria é um secreto padrão que pode ser encontrado dentro de muitos objetos familiares, que criam um equilíbrio, ordem, e uma agradável regularidade ao mundo que nos rodeia.                                                                      | 110                |
| Assistindo à cybertelevisão Hacker ouve falar sobre o simetrizador de Simétrica, um objeto criado pelo Dr. Good responsável por produzir todos os objetos simétricos do Cyberespaço. Ele manda Bug e Deleto à fábrica em Simétrica para roubarem o simetrizador e reprograma-o para que ele possa destruir tudo o que possui simetria. Placa-mãe convoca as crianças para ajudar e elas devem dominar as propriedades da simetria antes que Hacker destrua todo o Cyberespaço! |                                                                             |                         | |                    |
| 11 | "Um dia de Spa" "A Day at the Spa"                                          | 4 de fevereiro de 2002  | Combinações - Listas, tabelas e diagramas ajudam a formar muitas combinações. | 111                |
| Hacker encontra o Cristal de Calamore. Por possuir tal Cristal, Hacker pode destruir o Cyberespaço sem ter que ser recarregado. As crianças encontram um jeito de conduzir Hacker até um spa, a fim de que ele fique afastado do Cristal. Dígito se disfarça de cabeleireira e as crianças aproveitam para tentar recuperar o Cristal. Mas ele está protegido por um campo magnético, o qual só pode ser desativo ao encontrar a combinação certa entre uma série de interruptores, alavancas e botões. |                                                                             |                         | |                    |
| 12 | "Questão de Sorte" "Of All The Luck"                                        | 5 de fevereiro de 2002  | Lógica - Quando se tem que escolher a partir de uma mistura confusa de possibilidades, pode-se usar a lógica - um conjunto de ferramentas para pensar claramente - e refinar as escolhas para que se possa obter exatamente o que deseja.                       | 112                |
| Hacker rouba os dez amuletos da sorte do Cyberespaço. A sorte de Hacker muda, e coisas boas começam a lhe acontecer. Quando Placa-mãe percebe o que Hacker fez, ela envia as crianças e Dígito para a Estraga-prazer, na Fronteira Norte para ajudar os amuletos a escaparem. Nesse episódio eles terão que usar a lógica e a interpretação das palavras "e" e "ou" para resolverem os problemas. |                                                                             |                         | |                    |
| 13 | "Eureka" "Eureeka"                                                          | 6 de fevereiro de 2002  | Formas tridimensionais e bidimensionais - Quando segue-se regras simples para fazer formas geométricas planas, e as junta em conjunto, pode-se descobrir novas formas que, ao invés de ficarem planas, fazerão objetos tridimensionais!                         | 113                |
| Dr. Good envia Dígito para o cybersite Eureka, onde sua missão é achar Professor Arquimedes, responsável por ter encontrado o chip codificador. Ele se auto transferiu para uma forma bidimensional, juntamente com o terminal onde reside, em uma tentativa de se esconder de Hacker. O resultado disso foram vários sulcos no chão e algumas varetas de tamanhos variados. Os garotos chegam para ajudar, e descobrem que, ao ligar-se as varetas é possível formar figuras geométricas que criam uma surpreendente forma em 3D. |                                                                             |                         | |                    |
| 14 | "Fica Frio" "Cool It"                                                       | 7 de fevereiro de 2002  | Volume - Só porque um recipiente parece ser maior à primeira vista, não significa que detenha mais líquidos do que um outro. O volume do recipiente depende de todas as suas dimensões.                                                                         | 114                |
| Hacker troca o crióxido que esfria a Placa-mãe por uma gosma verde e quente. Dígito traz as crianças para o Cyberespaço para ajudar a esfriar a Placa-mãe, mas o crióxido é encontrado apenas em Castelvânia e o abastecimento está estreitamente monitorado! Para trazer de volta exatamente o suficiente de crióxido, as crianças têm de descobrir o exato volume do tanque da Placa-mãe. |                                                                             |                         | |                    |
| 15 | "Encontrem Aqueles Lumes!" "Find Those Gleamers!"                           | 8 de fevereiro de 2002  | Álgebra - Quando usa-se uma carta para um número que se repete em um problema, pode-se simplificá-lo usando a aritmética e tornando mais fácil a resolução do problema.                                                                                         | 115                |
| Hacker desafia Jackie, Mateus, Inês e Dígito a participarem de um concurso transmitido pela cybertelevisão! A fim de provar a todos do Cyberespaço que Hacker não é tão poderoso ou esperto como parece, as crianças retornam para a Ilha na Fronteira Sul para o concurso. A missão é descobrir o total de brilho energético de uma Mini Estraga-prazer usando lumes de brilho energético, antes da ilha virar ao avesso. As crianças devem usar equações algébricas para determinar quantos lumes e quanta energia precisam. |                                                                             |                         | |                    |
| 16 | "Codinome Eka" "Codiname Icky"                                              | 11 de fevereiro de 2002 | Códigos - Pode-se usar um código (um sistema de comunicação que substitui uma coisa já conhecida) para enviar mensagens secretas, enquanto o código tem uma regra ajustável que pode ser revertida para ler a mensagem.                                         | 116                |
| Hacker vai a Aquarium com o objetivo de roubar uma gigante cyberlesma que se alimenta de energia pura e jogá-la nos circuitos de Placa-Mãe para que ela possa ser consumida por total. Os garotos e Dígito rapidamente vão atrás do vilão em uma viagem subaquática em dois navios, mas Hacker tem um dispositivo chamado de Satélite Super Xereta que torneia em seu sistema de comunicações, permitindo-lhe ouvir seus planos e acompanhar cada movimento que fazem. Os garotos passam a perna em Hacker pela concepção de uma série de códigos para que possam enviar mensagens em segredo, embora Hacker possa ouvir o que estão dizendo. |                                                                             |                         | |                    |
| 17 | "Retorno a Planaltópolis" "Return to Sensible Flats"                        | 12 de fevereiro de 2002 | Gráfico de Linhas - Pode-se usar um gráfico de linhas para contar uma história sobre como as coisas mudam, e para fazer previsões. | 117                |
| Algo está errado em Planaltópolis. O reservatório está seco e a cidade está sem água. As pessoas que ali vivem estão saindo tão depressa como podem e Hacker está comprando tudo na cidade. Quando as crianças e Dígito chegam, eles analisam os dados e constroem um gráfico de linhas que lhes revelam que o nível de água do reservatório começou a baixar desde que Hacker deu as caras pela cidade. Lembrando-se de que o cybervilão possui um terreno em Planaltópolis, as crianças vão até lá para interrogá-lo e percebem que sua parte na cidade continua verdejante, com direito à piscina e uma fonte. Intrigados, eles sobem até o lago da cidade e, com a ajuda de um velho eremita que mora às margens, descobrem que os canos que levam água ao reservatório foram adulterados. |                                                                             |                         | |                    |
| 18 | "Resolvendo Problemas em Shangri-lá" "Problem Solving at Shangri-La"        | 13 de fevereiro de 2002 | Solução de Problemas - Quando se enfrenta um duro problema matemático, deve-se tratá-lo como um jogo desafiador. As chances de resolução, serão melhores se for seguido um plano de jogo, e quanto mais se joga, mais próximo se fica da resolução do problema. | 118                |
| Hacker está segurando as crianças na Estraga Prazer até que uma tempestade faz ela cair sobre uma montanha de neve. Eles são feitos prisioneiros por uma população pacífica, mas o misterioso Mestre Pi cria um jogo de estratégia para testar as suas habilidades em solução de problemas. O vencedor do jogo ficará livre e receberá a "chave da cidade", o perdedor permanecerá prisioneiro para refletir sobre as lições do dia. Na batalha de inteligência, as crianças descobrem que cada um deles tem uma maneira diferente de resolver os problemas e que, apesar de raiva e frustração, precisam ser tolerantes com essas diferenças. |                                                                             |                         | |                    |
| 19 | "Que Venham os Clones" "Send in the Clones"                                 | 14 de fevereiro de 2002 | Multiplicação - A multiplicação é simplesmente a repetição de várias somas. Lembre-se que se pode usar o que já é conhecido para encontrar a resposta. | 119                |
| O plano de Hacker consiste em se clonar, assim ele pode destruir o Cyberespaço em muitos lugares ao mesmo tempo. Seu plano dá errado quando o seu recém-inventado Clonitron clona Deleto ao invés de si próprio, mas Hacker toma vantagem do acidente, enviando Deleto clonado para Fliperauta City. Para complicar as questões, cada vez que Deleto espirra seus clones se multiplicam três vezes. As crianças são convocadas para ajudar, mas percebem que o problema está complicado demais. Então, Placa-Mãe envia a ajuda de Kid Clone, um velho caçador de clones. No controle da situação, ele delibera missões: Inês deve realizar multiplicações para se manter a par do número de clones à medida que aumentam e Jackie deve ficar atenta a quantos espirros Deleto dá. Enquanto isso, Kid Clone e Mateus varrem a clonagem e Dígito se encarrega de procurar pelo Clonitron. |                                                                             |                         | |                    |
| 20 | "Negociar Sempre" "Trading Places"                                          | 14 de março de 2002     | Sistemas Monetários - Em vez de negociação, pode-se tornar mais fácil a compra e a venda de algo, através da criação de um sistema de dinheiro. | 120                |
| Dr. Good encontra a eletro raiz, um dispositivo que julga importante para ajudar a consertar a Placa-Mãe. Entretanto, ele se vê em apuros quando é surpreendido por vários gorilas robóticos. As crianças são chamadas para ajudá-lo, mas acabam encontrando Hacker durante o caminho. Dentro da Estraga-Prazer, Bug e Deleto encontram uma caixa contendo milhões de rosquinhas duras e velhas. Hacker se enfurece com os dois e acaba lançando uma rosquinha nos circuitos de sua nova invenção, uma máquina encolhedora, fazendo com que ela fique desnorteada e acerte o cyber-vilão. Por ter ficado pequeno demais, Hacker perde o controle da nave e ela acaba se chocando com a das crianças, o que faz com que todos eles caiam em um cybersite chamado Nowhere. Durante a queda, Bug e Deleto são atingidos na cabeça por uma rosquinha e adquirem inteligência. Com a nave destruída, as crianças descobrem que podem usar as rosquinhas em troca de peças para consertá-la e eventualmente criam um sistema monetário dentro do cybersite. |                                                                             |                         | |                    |
| 21 | "Menor que Zero" "Less Than Zero"                                           | 3 de julho de 2002      | Números Negativos - Os números negativos são números menores que zero. Usando uma escala, pode-se dar-lhe a possibilidade de comparar números usando direção.                                                                                                   | 121                |
| Os líderes de cada cybersite reunem-se para discutir a crescente influência de Hacker, quando são subitamente interrompidos por ele. Bug e Deleto escondem os líderes no edifício enquanto Hacker se ausenta para consertar os freios da Estraga-Prazer. As crianças são convocadas para resgatá-los, mas elas descobrem que só podem mover-se entre os níveis do edifício pelas paredes exteriores. Com isso em mente, transformam o edifício numa gigante régua, a fim de manter controle do chão. Eles também descobrem que existem níveis abaixo do chão e então, as crianças devem tocar no poder dos números negativos. |                                                                             |                         | |                    |
| 22 | "Modelos Exemplares" "Model Behavior"                                       | 4 de julho de 2002      | Modelos - Ao fazer um modelo - uma versão simplificada de uma coisa complicada - pode-se facilmente e com segurança compreender como ele funciona. | 122                |
| Para se proteger das constantes tentativas de Hacker na captura do rei do cybersite Felizes Para Sempre, ele constrói uma espécie de cúpula chamada "redoma de vidro Comigo Ninguém Pode" que impede que qualquer nave de pousar no cybersite. As crianças são chamadas para assistirem a um show de talentos que Aranha está organizando, onde a principal atração é a apresentação do canto da Bruxa Malvada. Vários incidentes acontecem antes que o show possa começar e as crianças se desdobram para consertá-los, sem nem ao menos imaginarem que ao fazerem isso, estão contribuindo para que Hacker possa sabotar a redoma. Através de um informante secreto infiltrado dentro do cybersite, Hacker descobre que pode usar a voz aguda da Bruxa Malvada para quebrar o vidro da redoma. |                                                                             |                         | |                    |
| 23 | "Firmeza de Atitude" "Fortress of Attitude"                                 | 5 de julho de 2002      | Medições Lineares - Para medir a extensão e comunicar os seus resultados de forma fácil e com precisão, deve-se identificar um sistema de unidades baseado em um único comprimento padrão em que todos concordam em utilizá-lo.                                 | 123                |
| Hacker descobre que pode forçar os cybersites a se renderem irritando os seus habitantes por um grande momento. Ele transmite sua voz alta por todo o Cyberespaço por meio de uma enorme estátua com a sua forma arrogante. Os garotos e Dígito são enviadas pela Placa-mãe a Fronteira Norte. Usando suas habilidades na medição de comprimento, as crianças vão até o interior da estátua para desativar o gravador que emite a voz do Hacker, localizado em sua garganta. |                                                                             |                         | |                    |
| 24 | "Tamanho é Documento" "Size Me Up"                                          | 8 de julho de 2002      | Escala e Proporção - Pode-se criar uma imagem exata de alguma coisa multiplicando o tamanho de cada parte do seu original por o mesmo número. | 124                |
| Hacker lança um novo vírus chamado "estoura lógica" na Placa-mãe. Para parar as crianças e Dígito, Hacker os engana e os atraem para o cybersite Proporcionela, onde parece impossível escapar. Numa confusa justaposição de escala e dimensão, as crianças têm de usar a inteligência para escapar e avisar a Placa-mãe antes que Hacker lance o vírus. |                                                                             |                         | |                    |
| 25 | "Batalha Entre Iguais" "A Battle of Equals"                                 | 9 de julho de 2002      | Equações de Equilíbrio - Como uma escala em equilíbrio, os dois lados de uma equação devem ter o mesmo valor, e pode-se usar esta propriedade da igualdade para encontrar o valor de um número desconhecido.                                                    | 125                |
| Hacker polui o Cyberespaço com perigosas cyberestáticas através da adulteração de quatro satélites projetados para manter tudo poluído em quatro cybersites: Planaltópolis, Solaria, Floresta e Central de Controle da Placa-Mãe. As crianças aprendem a usar equilíbrio, escalas e equações para restaurar os satélites e salvar a Placa-mãe. |                                                                             |                         | |                    |
| 26 | "Fora de Sincronia" "Out of Sync"                                           | 10 de julho de 2002     | Padrões em Música - Pode-se usar modelos matemáticos para criar e entender ritmos musicais memoráveis. | 126                |
| O equilíbrio e a harmonia do cybersite Monte Olimpo é controlado e protegido pela música das Esferas, até que Hacker perturba o equilíbrio e as crianças e Dígito têm até o anoitecer para fazer o som da Música direito! Para vencer, as crianças têm de recriar a música e encontrar os desaparecidos elementos no padrão musical. |                                                                             |                         | |                    |

## Segunda Temporada:2003
| # | Título                                                                | Data Original           | Tópico Matemático | Código de produção |
| --- | --------------------------------------------------------------------- | ----------------------- | --- | ------------------ |
| 27 | "Amor e Bruxaria" "Hugs and Witches"                                  | 14 de fevereiro de 2003 | Dados Médios - Quando se tem vários números que descrevem os membros de um grupo, pode-se frequentemente encontrar um número médio para representar o grupo como um todo.                                           | 201                |
| É dia dos namorados no Cyberespaço, e Hacker captura Dr. Good e Lady Ada Lovelace, colocando-os dentro de uma máquina do tempo. Os garotos e Dígito devem decifrar um poema deixado por ela, encontrar a máquina do tempo e libertá-los, antes que a máquina viaje em varias regiões do Cyberespaço e nunca mais volte! |                                                                       |                         | |                    |
| 28 | "Totalmente Radical" "Totally Rad"                                    | 31 de março de 2003     | Áreas e Perímetros - Diferentes formas delimitadas pelo mesmo perímetro pode anexar diferentes áreas. | 202                |
| Hacker assume Radópolis declarando-se rei. O desafio das crianças, proposto por Rei Dadinho, é vencer Hacker em uma disputa de esportes radicais. Dígito como treinador, coloca as crianças em uma deslumbrante exibição de patins, skates, e ciclismo. Mas, Hacker contrata o mais famoso skatista, patinador e ciclista do Cyberespaço e, além disso, ele poderá mudar o formato do campo caso estiver na frente. As crianças percebem que algo muda sempre que Hacker executa a mudança do campo, e precisam descobrir essa incógnita se quiserem vencer. |                                                                       |                         | |                    |
| 29 | "Eliete Jeitosa e o Verde Maligno" "Harriet Hippo and the Mean Green" | 1 de abril de 2003      | Dados Médios - Quando se tem vários números que descrevem os membros de um grupo, pode-se frequentemente encontrar um número médio para representar o grupo como um todo.                                           | 203                |
| Hacker e Bruxa Malvada infectam a Placa-mãe com um novo vírus chamado de "Verde Maligno", uma magia que a faz corromper os sites, fazendo com que os habitantes fiquem como Hacker. Dígito e as crianças vão à procura de um antídoto: dois quintos da Eletro Raiz, dois oitavos da pedra da cura, e um terço da caixa de gel de peruca do Hacker. |                                                                       |                         | |                    |
| 30 | "Seja Verdadeiro" "True Colors"                                       | 2 de abril de 2003      | Contraexemplos - Quando as pessoas usam palavras, nunca, ninguém pode afirmar que algo é verdadeiro ou não. Essas reivindicações são muitas vezes falsas, e só é preciso de um único contraexemplo para refutá-los. | 204                |
| Hacker torna-se um bom rapaz! Ele faz cinco boas ações em diferentes cybersites e insinua que a Placa-Mãe é uma líder ultrapassada e que ele precisa tomar o seu lugar. Então, Hacker desafia Placa-Mãe a realizarem uma eleição, na qual o povo do Cyberespaço irá escolher o novo líder. As crianças e Dígito sabem que Hacker está mentindo, mas não conseguem achar um bom contraexemplo. Durante o decisivo cyberdebate, eles precisam encontrar esse contraexemplo, antes que o debate chegue ao fim e Hacker consiga vencer a eleição. |                                                                       |                         | |                    |
| 31 | "Todos os Ângulos Retos" "All the Right Angles"                       | 3 de março de 2003      | Medição de Ângulos - Para ativar pontos apenas em direção à direita, deve-se utilizar um ângulo para medir o tamanho do turno.                                                                                      | 205                |
| Placa-mãe envia por engano um mapa do tesouro para Hacker. O tesouro é o segredo da invencibilidade e inteligência do lendário cyberpirata Ivana. Para ajudar a Placa-mãe, as crianças devem encontrar o tesouro secreto antes de Hacker, e utilizar as suas competências com ângulos para decifrar os enigmas do estranho mapa. |                                                                       |                         | |                    |
| 32 | "O Dia das Mães" "Mother's Day"                                       | 7 de maio de 2003       | Números Decimais - Ao usar uma vírgula para aderir décimos aos números inteiros, tem-se um sistema decimal que pode ser utilizado para facilmente gravar, comparar e combinar números inteiros com frações.         | 206                |
| É dia das mães no Cyberespaço e Hacker está determinado a arruiná-lo para sempre, destruindo os trilhos do comboio que pega as Madres Bonitas, as flores que representam o espírito do dia das mães. Os garotos e Dígito tentam consertar as rupturas do trilho e salvar o Dia das Mães. Enquanto isso, Widget está fazendo a maior bagunça tentando encher um vaso de água para pôr as flores. |                                                                       |                         | |                    |
| 33 | "O Olho Mágico" "The Eye of Rom"                                      | 14 de maio de 2003      | Operações Inversas - Ao se encontrar o inverso de uma ação, é possível desfazê-la, colocando as coisas de volta do jeito que estavam.                                                                               | 207                |
| Hacker rouba o poderoso Olho Mágico da pirâmide de Bibi. Com o objeto em mãos, Hacker pode invocar qualquer tipo de monstro que julgar necessário para ajudá-lo a destruir o Cyberespaço. Sem o artefato em seu lugar correto, a pirâmide se transformará em pó ao pôr do sol, e, para piorar, a Múmia, que está dormindo, não pode perceber que o Olho Mágico sumiu. Bibi chama Dígito para ajudá-la, prometendo dizer a ele a localização do Chip Codificador. Quando as crianças chegam, a gata revela que o Chip está escondido dentro de uma pirâmide, mas o caminho é embalado em um labirinto empolgante, que obrigará-los a fazer e desfazer uma série de etapas complicadas. |                                                                       |                         | |                    |
| 34 | "Fora de Controle" "Whale of a Tale"                                  | 21 de maio de 2003      | Estimação - Para ter certeza sobre a solução de um problema, certifique-se de que a resposta "faça sentido". | 208                |
| Hacker sequestra Glowla, uma habitante de Fliperauta City que costuma apresentar shows de acrobacia aquática juntamente com sua baleia robótica, Spout, logo depois de descobrir que ela possui uma quantidade muito grande de energia. O vilão também reprograma a baleia, que fica descontrolada e começa a destruir tudo aos arredores da cidade. Placa-Mãe rapidamente convoca Dígito e as crianças, que se envolvem em uma perigosa missão na qual devem encontrar Glowla e parar Spout antes que ele destrua totalmente Fliperauta City. |                                                                       |                         | |                    |
| 35 | "Encrenca em Dobro" "Double Trouble"                                  | 28 de maio de 2003      | Crescimento por Duplicação - Quando algo cresce, duplicando, o crescimento é surpreendentemente mais rápido, do que quando crece normalmente.                                                                       | 209                |
| Hacker invade Shangri-Lá e aprisiona Mestre Pi. Ele pretende roubar a Boa Vibração, a fonte da paz e harmonia do site. Dígito e as crianças rapidamente chegam para impedi-lo, mas eles são surpreendidos quando os guerreiros da cidade afirmam estar ao lado de Hacker, já que os obrigou a fazerem tudo que ele mandar enquanto estiver com a posse de seu mestre. Hacker e os guerreiros enviam as crianças para uma ilha dentro de Shangri-lá, de onde aparentemente é impossível de se escapar. Enquanto isso, dentro da Estraga-Prazer, Bug e Deleto resolvem abrir a garrafa que guarda a esfera de ouro que Mestre Pi deu a Hacker, mesmo sabendo que ela duplicaria para sempre depois de libertada. |                                                                       |                         | |                    |
| 36 | "Gráfico de Barras" "Raising the Bar"                                 | 15 de setembro de 2003  | Gráficos de Barras - Representando números de coisas diferentes em um gráfico de barras, pode-se comparar valores num ápice, comunicar-se com os outros e até mesmo persuadi-los.                                   | 210                |
| Srta. Fileshare procura ajuda de Vermin Vexer para dedetizar a Cyberteca, mas não sabe que ele é o Hacker disfarçado. O vilão libera vários insetos na biblioteca, mas durante um acidente, ele acaba batendo a cabeça e perde a memória. Bug aproveita-se da situação e finge ser o chefe de Hacker, fazendo com que Deleto se sinta excluído. Ele, então, bola um plano para trazer Bug ao seu juízo normal e quando percebe que Dígito e as crianças estão ajudando na arrumação da Cyberteca, sussurra entre os livros que o futuro da Cyberteca está em risco. Em seguida, eles encontram os insetos que Hacker soltou e correm para avisar a Srta. Fileshare, mas ela está ocupada demais para prestar atenção e exige que eles arrumem uma prova mais concreta da existência dos tais insetos. As crianças decidem construir um gráfico de barras para tentar mostrar-lhe toda a verdade, mas se deparam com mais problemas quando notam que os insetos estão apagando a Placa-Mãe da história do Cyberespaço e substituindo-a por Hacker. |                                                                       |                         | |                    |
| 37 | "O Casamento" "The Wedding Scammer"                                   | 16 de setembro de 2003  | Solução de Problemas - Se detectar um problema fácil dentro de um difícil, a solução mais simples pode ajudar a resolver o problema mais difícil.                                                                   | 211                |
| Hacker concorda em casar com a Princesa de Pompadouria, mas não sabe que ela é a Bruxa Malvada, que secretamente escondeu a real princesa e roubou a sua identidade. As crianças e Dígito são convocados para salvar a verdadeira princesa aprisionada em um castelo, mas para isso terão de passar por uma intrincada série de enigmas e contarão com a ajuda de um misterioso pássaro. |                                                                       |                         | |                    |
| 38 | "Pontos de Vista" "The Guilty Party"                                  | 17 de setembro de 2003  | Pontos de Vista - Tudo o que se vê depende do ponto de vista; diferentes pessoas olhando para o mesmo objeto podem vê-lo de maneira diferente e discordarem sobre o que estão vendo.                                | 212                |
| O prefeito de Todesville resolve dar uma festa para Hacker, a fim de acabar com as desavenças que existem entre o vilão e o site. Para isso, contrata Abracadabra, um toddel mágico que possui as mãos mais rápidas do Cyberespaço. Mas a chave do recarregador da nave de Hacker some, e Abracadabra é o principal suspeito. Então, Dígito e as crianças são convidados a resolver esse mistério e revelar que Abracadabra é inocente, mesmo todos dizendo o contrário. Eles refazem a cena do crime com uma seção com várias fotos de Abracadabra com diferentes pontos de vista. |                                                                       |                         | |                    |
| 39 | "Hora de Cozinhar" "A Time to Cook"                                   | 18 de setembro de 2003  | Horas e Minutos - Quando se precisa saber quanto tempo já passou durante um evento, deve-se anotar o início e fim com um relógio e tirar a diferença.                                                               | 213                |
| Hacker precisa de um objeto dourado para colocar em sua recém-inventada máquina que poderá destruir Placa-Mãe. Então, decide participar de um concurso de culinária, cujo prêmio é um chapéu de cozinheiro dourado, mesmo não sabendo cozinhar. Para se dar bem, ele aprisiona na Estraga Prazer o seu adversário: O Destemido Chefe. Mas é surpreendido quando Mateus e Dígito chegam para disputar o prêmio com ele. Enquanto isso, Jackie e Inês tentam salvar o Destemido Chefe. |                                                                       |                         | |                    |
| 40 | "Travessura ou Gostosura!" "Trick or Treat"                           | 31 de outubro de 2003   | Funções - Quando uma quantidade determina o valor de outra, estão ligadas por uma regra que não pode ser vista. Encontrando a regra, pode-se prever qualquer resultado.                                             | 214                |
| Hacker aparece na Central de Controle da Placa-mãe e diz ser o culpado por todo o caos, mas diz que está arrependido. Ele afirma que não quer ser um mau rapaz, e diz ter um presente para Placa-Mãe: uma rã robótica. As crianças não acreditam nele, e o aprisionam dentro do Jardim. Elas tentam descobrir se há algo errado com a rã, apertando uma série de botões localizados ao lado do seu corpo. Percebem que há uma regra nesses botões, mas não veem nada de errado. Então, devolvem a rã ao Hacker. Mas, quando ninguém mais o vê, ele solta a misteriosa rã nos circuitos da Placa-Mãe para que ela entre na cpu e destrua os seus circuitos. |                                                                       |                         | |                    |

- A Partir da 3.ª temporada todos os episodios são ineditos,nunca foram exibidos no brasil.

## Terceira Temporada:2004
| # | Título                                                                         | Data Original          | Tópico Matemático | Código de produção |
| --- | ------------------------------------------------------------------------------ | ---------------------- | --- | ------------------ |
| 41 | "Eco Mundo" "EcoHaven CSE"                                                     | 3 de maio de 2004      | Corpos - Algumas partes de um corpo são proporcionais aos outros - o comprimento de uma parte é sempre o mesmo múltiplo de outra - por isso, medindo um lado, pode-se prever os comprimentos dos outros, ou mesmo o tamanho de toda a criatura! | 301                |
| Alguém libertou o lendário cyberanimal "Choocroca" de Eco Mundo e a única pista do culpado é o dono de uma pegada encontrada dentro da pegada deixada pelo animal. Os suspeitos são membros de uma equipe de safári e um deles está trabalhando secretamente para Hacker, que pretende capturar a criatura e utilizá-la para destruir o Cyberespaço. As crianças e Dígito comparam a pegada e outros rastros encontrados com partes do próprio corpo e reconstroem uma silhueta que facilmente pode indicar quem foi o responsável pela libertação da criatura. |                                                                                |                        | |                    |
| 42 | "O Robô dos Anéis" "Borg of the Ring"                                          | 4 de maio de 2004      | Círculos - Pode-se usar um círculo para encontrar todos os pontos que estão exatamente a mesma distância a partir de um determinado local. | 302                |
| Hacker rouba o Anel Totalmente Radical de Radópolis. O anel é capaz de realizar os desejos mais profundos do coração de quem o possui e, segundo a lenda, foi dado a Rei Dadinho por Mestre Pi, depois que ele o recuperou de Warren, mas se perdeu durante o tempo. Com a posse do anel, Hacker faz com que todas as rodas de Radópolis sumam, o que impossibilita os habitantes de andarem em seus veículos radicais. o Rei liga para Placa-Mãe para pedir ajuda e ela envia Dígito e as crianças até Radópolis. Durante o caminho, eles encontram um jovem e misterioso garoto chamado Slider. Jackie e Inês facilmente se encantam e passam a achá-lo fofo, mas Mateus diz não confiar nele. Entretanto, Dígito e os garotos devem trabalhar juntos em uma tentativa de trocar o anel que está com Hacker por outro falso, enquanto Jackie e Inês procuram pelo Círculo da Suprema Segurança e tentam encontrar exatamente o ponto central onde o anel deve ser encaixado para que todos os desejos de Hacker sejam desfeitos. |                                                                                |                        | |                    |
| 43 | "O Mundo Sem Zero" "A World Without Zero"                                      | 5 de maio de 2004      | Zero - Zero é um número, tal como qualquer outro, mas deve ser usado com cuidado. Quando se calcula com ele, o resultado pode ser surpreendente!                                                                                                | 303                |
| Depois de receber várias cartas de Hacker onde o cybervilão diz que Senhor Z é inútil e indesejável, ele resolve ir embora de Gollywood e leva junto consigo todos os zeros da cidade. O desaparecimento do número zero provoca caos, principalmente no lado financeiro da cidade. Quando a quantidade de snelfus guardada no banco misteriosamente cai de nove milhões para simplesmente nove, as pessoas ficam enfurecidas com o banqueiro. Hacker se aproveita da situação e toma controle do banco, ficando com toda a quantidade de snelfus para si próprio e ainda se tornando uma estrela em Gollywood. Para resolver a situação, Dígito e as crianças devem encontrar uma maneira de provar para Senhor Z que ele realmente possui um valor e não é desnecessário como Hacker havia dito. |                                                                                |                        | |                    |
| 44 | "Questão de Porcentagem" "A Piece of the Action"                               | 6 de maio de 2004      | Porcentagens - Quando se tem frações com denominadores diferentes, é possível compará-los facilmente e representá-los como porcentagens - partes de uma centena.                                                                                | 304                |
| Dígito misteriosamente desaparece ao visitar seus amigos em Nowhere, assim Placa-mãe envia Mateus, Jackie e Inês para investigar. Eles descobrem que o cyberpássaro está aprisionado em um lugar subterrâneo do site, juntamente com outras criaturinhas conhecidas como "Scritters". Enquanto isso, Hacker relembra quando trabalhava para a Placa-Mãe e a salvou de um cometa de magnetita que estava prestes a atingi-lá. O mineral presente no asteroide seria capaz de apagar toda a memória de Placa-Mãe. Tomando proveito dessa lembrança, Hacker acumula uma grande quantidade de magnetita e pretende usá-la para preencher um foguete cujo único destino é a Central de Controle da Placa-Mãe. As crianças devem encontrar um método de escapar da prisão antes que Hacker consiga terminar seu plano maléfico. |                                                                                |                        | |                    |
| 45 | "A Grande Corrida" "The Creech Who Would be Crowned"                           | 7 de maio de 2004      | Direção e Distância - Ao medir qualquer distância e direção a um determinado local, tem-se a informação que se precisa para chegar lá novamente.                                                                                                | 305                |
| Está sendo realizada uma corrida em Tikiville, onde todos os habitantes da cidade participam e o vencedor ganha a coroa do cybersite e se torna o responsável por ditar todas as regras. Ciente disso, Hacker está disposto a ganhar a corrida, a fim de ter total controle sobre Tikiville. Dígito e as crianças são convocados para impedi-lo, mas Jackie e Mateus acabam tirando sarro de Inês pelo fato da menina possuir um vocabulário rico em palavras difíceis das quais a maiorias das pessoas não entende facilmente. Aborrecida, a garota decide não mais ajudar e acaba encontrando Creech, uma jovem habitante de Tikiville que também está participando da corrida. Ela convida Inês para correr junto com ela. Na corrida, os participantes devem encontrar três pistas durante o percurso, as quais informarão qual caminho deve se seguir. Creech e as crianças rapidamente percebem que Hacker não está jogando limpo e que está se aproveitando das pistas para informar o caminho incorreto aos outros competidores. |                                                                                |                        | |                    |
| 46 | "As Uvas da Verdade" "The Grapes of Plath"                                     | 16 de setembro de 2004 | Estimativa - Uma estimativa cuidadosa pode muitas vezes dar uma resposta útil a um problema. | 306                |
| Desafiado por seus amigos, o Príncipe Caranguejo pula em um abismo que, segundo uma antiga lenda de Aquarium, faz com que a pessoa adquira vários defeitos. Se tornando "defeituoso", o Príncipe não consegue mais dizer a verdade e ele precisa estar preparado para a Cerimônia da Troca de Casca, onde ele deve dizer "sim" quando for perguntado se está pronto para se tornar o novo rei. A mãe do jovem Príncipe clama pela ajuda de Placa-Mãe e ela convoca Dígito e as crianças, que acabaram de sair em uma missão na Tumba de Rom. Placa-Mãe informa que eles devem pegar as Uvas de Plath na Fonte da Verdade, localizadas no oásis do cybersite arenoso, e mergulhar o corpo todo do príncipe nas frutas. Hacker ouve as palavras de Placa-Mãe, mas entende "idade" ao invés de "verdade" e pensa que as crianças estão procurando por uma fonte da juventude. Precisando consertar o seu queixo depois de sua última maldade, o cybervilão está decidido a roubar as uvas para si. |                                                                                |                        | |                    |
| 47 | "Encaixe Perfeito" "A Perfect Fit"                                             | 23 de setembro de 2004 | Tesselação - Ao se escolher a forma direito, pode-se usá-la novamente para tesselar - recobrir uma superfície bidimensional tendo, como unidades básicas, polígonos congruentes ou não, sem que existam espaços entre eles.                     | 307                |
| Hacker novamente deseja trazer Gigabyte de volta à vida, dessa vez utilizando a energia do sol. O plano dele consiste em colocar o monstro no topo da pirâmide de Jimaya e alinhar os raios solares ao corpo da imensa criatura para que a energia do sol possa ressuscitá-lo. Dígito e as crianças são convocados para impedi-lo, mas encontram problemas, desde os gigantescos e horripilantes animais que habitam o site, até alguns mais graves, já que precisam encontrar uma maneira de atravessar um rio de água e outro de lava com um artefato que não apresente nenhuma lacuna ou irregularidade. |                                                                                |                        | |                    |
| 48 | "Sejamos Razoáveis" "Be Reasonable"                                            | 30 de setembro de 2004 | Processo de eliminação - Enumerando possíveis combinações e eliminando escolhas que sabe-se que são erradas, pode-se determinar a correta atribuição.                                                                                           | 308                |
| Dígito e as crianças são chamados pela Srta. Fileshare para ajudar na arrumação da Cyberteca, enquanto ela tanta consertar os quíosques, máquinas que podem responder a três perguntas através da inserção de um cartão. Durante o processo, algo dá errado e um pulso de energia é enviado para todas as regiões do prédio, o que faz com que tudo fique fora de controle e que a Srta. Fileshare fique presa dentro de uma das salas. Para piorar, o bebedouro arrebenta e a água ameaça inundar o recinto. Jackie, Mateus, Inês e Dígito devem contar com a ajuda dos quíosques para rapidamente chegarem à sala em que a Srta. Fileshare está presa, mas eles encontram vários problemas ao longo do caminho, principalmente porque a máquina lhes dá informações que aparentemente são inúteis ou insuficientes para responder corretamente às perguntas que fazem. Quando finalmente conseguem adentrar na sala em que a bibliotecária está, a Cyberturma descobre que tudo não passou de um plano de Hacker para que todos eles pudessem ficar presos. Assim, ele ficaria livre para roubar os livros que revelam todos os segredos do funcionamento de Placa-Mãe, inclusive como desligá-la para sempre. |                                                                                |                        | |                    |
| 49 | "Snelfu Snafu - Parte 1" "The Snelfu Snafu - Part 1"                           | 7 de outubro de 2004   | Poupar Dinheiro - Quando se precisa salvar as pequenas quantias de dinheiro a uma taxa constante, a economia vai crescer mais e pode-se prever quando se terá o valor necessário.                                                               | 309                |
| Slider encontra uma carta misteriosa e um rastreador que, segundo o pedaço de papel, o ajudaria a achar a exata localização de seu pai. Ao invés disso, o aparelho detecta a localização do Chip Codificador: U-Want U-Bid, um cybersite onde são realizados os leilões do Cyberespaço. Placa-Mãe rapidamente convoca as crianças quando percebe que Hacker está participando do leilão e que pretende comprar o Chip Codificador. Slider e a Cyberturma decidem obter empregos no Cyberespaço, a fim de juntar uma quantia de snelfus que possa anular os lances de Hacker. O cybervilão está contando com a ajuda de Bruxa Malvada, que deseja se tornar parceira dele. Quando as crianças coletam quinhentos snelfus, quantia suficiente para suprir o último lance de Hacker, conseguem comprar o Chip Codificador. Entretanto, quando o introduzem na CPU de Placa-Mãe, ela desaparece por completo e a imagem de Hacker aparece no monitor, confessando que roubou o verdadeiro Chip de Dr. Good e o reprogramou para que quando fosse inserido em Placa-Mãe pudesse substitui-la por Hacker. Totalmente em deleite, ele assume que agora é o novo líder do Cyberespaço! |                                                                                |                        | |                    |
| 50 | "Snelfu Snafu - Parte 2" "The Snelfu Snafu - Part 2"                           | 14 de outubro de 2004  | Gastar dinheiro - Para gastar dinheiro sabiamente, deve-se comparar a quantidade de dinheiro que se tem com o custo das coisas que se precisa para ter a certeza que há como pagar as compras.                                                  | 310                |
| Dr. Good revela às crianças que ainda há uma esperança de salvar Placa-Mãe e que ela está aprisionada no Chip Codificador, mas eles não sabem onde o objeto se localiza. Slider tem a resposta para o problema: seu rastreador, mas algumas peças estão faltando. Dígito lembra que possui um cofre enterrado na Fronteira Norte com algumas quantias de snelfus, mas as crianças precisam ser cuidadosas com as peças que vão comprar, já que aquela quantia de dinheiro é todo o fundo que possuem. Enquanto isso, Hacker encontra problemas enquanto assume o controle do Cyberespaço, principalmente porque Bruxa Malvada está gastando toda a sua quantia de snelfus e está levando a sério demais o fato de agora ser sua parceira. Quando as crianças conseguem juntar todas as peças necessárias, o rastreador indica que o chip está localizado em uma região que não pertence a nenhum cybersite. Bruxa Malvada resolve se vingar de Hacker depois de ele ter dito que mentiu quando disse que queria ser seu parceiro e envia uma mensagem no palmitopinho revelando que o vilão está planejando jogar o Chip Codificador no Buraco Negro, lugar onde ele se perderá para sempre e nunca mais poderá ser recuperado. Porém, para poder arremessar o Chip, Hacker precisa de uma quantia de snelfus que ele não possui, já que Bruxa Malvada gastou todo o seu dinheiro na compra de coisas fúteis. Enfurecido, ele abandona o Chip sobre a cratera de um vulcão, mas Dígito consegue recuperá-lo antes que caísse na lava. Quando as crianças inserem o Chip na CPU de Placa-Mãe, Hacker é eliminado e a amável líder do Cyberespaço retorna, mas o Chip - o único artefato capaz de eliminar o vírus de Placa-Mãe - é destruído durante o processo. |                                                                                |                        | |                    |
| 51 | "Shari Spotter e os Bolinhos Cósmicos" "Shari Spotter and the Cosmic Crumpets" | 28 de outubro de 2004  | Frações Mistas - Uma fração pode representar as partes que são mais do que um todo. | 311                |
| Hacker pede a ajuda de Bruxa Malvada para aprender feitiçaria, assim ele pode se infiltrar no ritual anual da Bola Mágica de Frogsnort para roubar toda a energia gerada pelos bolinhos cósmicos para si. Shari Spotter é a encarregada da panificação de todos os poderosos bolinhos, mas ela fica desesperada quando todos eles queimam no forno. Sem possuir a receita correta, ela vai até a Cyberteca para pesquisar algo que possa ajudá-la e acaba encontrando Mateus, que juntamente com o restante da Cyberturma, resolvem ajudá-la a resolver o problema. |                                                                                |                        | |                    |
| 52 | "Noite Estrelada" "Starlight Night"                                            | 31 de dezembro de 2004 | Solução de Problemas - Ao se detectar um problema fácil dentro de um rígido, a solução mais simples pode ajudá-lo a resolver o problema mais difícil.                                                                                           | 312                |
| Está ocorrendo o grande feriado da Noite Estrelada no Cyberespaço, mas Hacker tem um plano de escurecer as estrelas para sempre. Os circuitos para que as estrelas se mantenham sempre acessas localizam-se em Eureka e são construídos por robôs que trabalham em uma fábrica que possui um modo de produção bem rígido. Hacker sequestra Arquimedes e destrói a fábrica, fazendo com que os robôs não consigam trabalhar adequadamente. As crianças são enviadas por Placa-mãe; Mateus e Dígito - juntamente com a ajuda de Eu e Reka - tentam resolver o problema que aparentemente é complicado demais, enquanto Inês e Jackie vão para a Fronteira Norte para resgatar Arquimedes das garras de Hacker. |                                                                                |                        | |                    |

## Quarta Temporada:2005
| # | Título                                                        | Data Original        | Tópico Matemático | Código de produção |
| --- | ------------------------------------------------------------- | -------------------- | --- | ------------------ |
| 53 | "Malabarismo com Dinheiro" "Balancing Acts"                   | 15 de abril de 2005  | Orçamento de Dinheiro - Ao se usar um plano de orçamento para despesas futuras, pode-se controlar os gastos, assim não se ficará sem dinheiro.                     | 401                |
| Shari Spotter é selecionada por Stumblesnore para fazer um filme sobre Frogsnorts. As crianças ficam encantadas com a notícia e Shari os convida para fazerem parte do filme: ela coloca Mateus como diretor, Inês como escritora, Jackie como produtora e Dígito como pássaro-câmera. Stumblesnore dá às crianças uma quantia fixa de snelfus para que possam fazer o filme, mas eles rapidamente percebem que as despesas começam a ficar excessivas demais e precisam criar um orçamento para que possam controlar o dinheiro de maneira adequada, afim de não ficarem sem antes do filme acabar. Para piorar, Hacker se disfarça de um dos funcionários do filme e deseja colocar em alguma das cenas um artefato que é capaz de transformar Stumblesnore em uma iguana, fazendo com o que o bruxo perca seus poderes e Hacker possa assumir o controle de Frogsnort. |                                                               |                      | |                    |
| 54 | "Fatores de Pesquisa" "The Icky Factor"                       | 25 de julho de 2005  | Fatoração - Pode-se usar a fatoração para encontrar padrões retangulares ou testar os fatores de um número.                                                        | 402                |
| Hacker está construindo um dispositivo ultra secreto e jura que a vitória em sua conquista sobre o Cyberespaço estará garantida. O primeiro artefato que precisa está contido no invulgar poder da Enguia Elétrica de Aquarium, localizada em algum lugar dentro da toca de Eka. Hacker vai até o cybersite marinho e atrai a cyberlesma gigante para fora de sua casa, aprisionando-a sob uma jaula. Placa-Mãe envia Dígito e as crianças para Aquarium para impedir Hacker e salvar Eka, mas elas não fazem ideia de onde a cyberlesma possa estar. |                                                               |                      | |                    |
| 55 | "Lágrimas de Pinguim" "Penguins Tears"                        | 26 de julho de 2005  | Ângulos - Os ângulos seguem uma regra simples - o ângulo de dentro, é igual ao ângulo de fora.                                                                     | 403                |
| A secreta busca de Hacker continua e a segunda peça necessária para a confecção de sua misteriosa máquina é o lendário Prisma de Penguia, localizado no cybersite Cyberia. Fluff, um pinguim habitante do site gelado, conta a Inês que o Prisma foi enterrado por um velho pinguim que tinha problemas de memória e como ele não conseguiu se lembrar depois de onde o tinha enterrado, o lendário objeto acabou se perdendo com o tempo. Hacker sabe de tudo isso e convence Bug e Deleto a cavarem na região onde o Prisma está enterrado. Enquanto isso, as crianças e Fluff se veem em apuros, pois estão aprisionadas em uma caverna gelada. Fluff os alerta que precisam apertar um botão com o desenho de um pinguim com barriga laranja localizado na parede da caverna e utilizar uma chave para serem libertadas, mas Mateus não espera ele terminar de explicar e aperta o pinguim sem a posse da chave. Um imenso bloco de gelo parte do chão, impossibilitando a passagem e fazendo com que Inês, Fluff e Dígito não consigam ver Jackie e Mateus do outro lado da caverna. Como o tempo é curto, a Cyberturma precisa encontrar um meio de saírem da caverna antes que Hacker consiga encontrar o Prisma.                                                          |                                                               |                      | |                    |
| 56 | "A Predição do Passado Perfeito" "Past Perfect Prediction"    | 27 de julho de 2005  | Predição De Dados - Um padrão de dados do passado, pode predizer o futuro.                                                                                         | 404                |
| Convencido de que a última peça que precisa para ativar a sua nova máquina poderosa está escondida na garagem de Slider, Hacker ameaça expulsar o adolescente a não ser que ele pague uma velha dívida. Como uma forma de levantar o dinheiro, as crianças convencem Slider a abrir sua garagem para os negócios - tal como seu pai fez. Eles encomendam latas de crióxido para abastecerem os veículos de Radópolis, mas rapidamente se metem em apuros quando percebem que a encomenda não foi como o planejado e que tiveram prejuízo. Para resolverem o problema, eles investigam recibos de quando o pai de Slider mantinha o negócio aberto e descobrem que um padrão de dados do passado às vezes é suficiente para predizer o futuro. |                                                               |                      | |                    |
| 57 | "Medida por Medida" "Measure for Measure"                     | 28 de julho de 2005  | Escolhendo Unidades de Medida - Quando se precisa medir um determinado volume, deve-se escolher o instrumento que mais se aproxime para medir.                     | 405                |
| A misteriosa máquina de Hacker é finalmente revelada: O "Transformatron"! Com essa máquina em mãos, Hacker pode se transformar naquilo que ele quiser só com o poder de sua fala. Para testar se a máquina funciona, Hacker utiliza Bug e Deleto como cobaias e os capangas do vilão são transformados em uma rosquinha gigante e em um coelho, respectivamente. As crianças possuem o NIC (Network Interface Card), a última peça que ele precisa para ativar sua invenção e também possuem um mapa que os podem levar até Coop, o pai desaparecido de Slider. Os garotos ficam chocados ao descobrir que Hacker infectou Coop com magnetita, que o envelheceu precocemente. Ele também revela a Slider que o abandonou para poder proteger o filho, já que ele tinha que se esconder de Hacker. Logo após, Hacker invade a garagem de Slider e sequestra o garoto, juntamente com o NIC, e joga magnetita em seus pés, fazendo com que eles fiquem grandes demais, impossibilitando-o de andar. Inês e Coop vão atrás de Hacker na Fronteira Norte, enquanto Dígito, Mateus e Jackie tentam preparar um antídoto para poderem livrar Slider da infecção. Com a sua nova invenção em mãos, Hacker se transforma em um gigante robô e sai causando o caos por todo o Cyberespaço. |                                                               |                      | |                    |
| 58 | "Artes Ruins" "A Change of Art"                               | 3 de outubro de 2005 | Interpretar Mudanças na Linha dos Gráficos - Utilizar uma linha gráfica e imaginar como ela muda rapidamente pode dizer quando e como as coisas estão mudando.     | 406                |
| Frustrado depois de sua última tentativa de tentar dominar o Cyberespaço ser um tremendo fracasso, Hacker vai até seu psicólogo para desabafar. O especialista diz que o vilão está muito estressado e sugere que ele faça algum tipo de arte durante o seu tempo livre. Hacker decide construir estátuas de si próprio e espalhá-las pelo Cyberespaço. Dígito está em apuros quando recebe gráficos de alguns sites onde claramente percebe que a energia deles está sendo alterada. As crianças são chamadas para investigar e elas descobrem que Hacker distribuiu as estátuas para poder construir portais os quais o permitirá que transite rapidamente e livremente pelos cybersites. |                                                               |                      | |                    |
| 59 | "O Caso da Memória Perdida" "The Case of the Missing Memory"  | 4 de outubro de 2005 | Falta de Informações - Quando confrontado com um problema, certifique-se de ter todas as informações que são necessários para resolvê-lo.                          | 407                |
| Sob o pretexto de uma missão de paz, Bruxa Malvada vai à Central de Controle com um grupo de ciborgues do mal para negociar sua lealdade à Placa-Mãe. Enquanto conversavam, a energia da Central de Controle cai e a memória integradora é roubada. Sem ela, Placa-Mãe não consegue se lembrar de nada e torna-se inapta para controlar o Cyberespaço. As crianças e Dígito aprisionam Malvada e os ciborgues e não os deixam sair até que digam quem roubou a memória integradora. Eles se veem em apuros quando não fazem ideia de como possa ser a memória integradora e tentam de todos os jeitos encontrar uma maneira de achá-la, mesmo não tendo nenhuma informação que lhes possam ser úteis. Enquanto isso, depois de ver uma reportagem na televisão sobre o roubo da memória integradora, Hacker finge que é o culpado apenas para que a sua reputação de vilão possa ser mantida. |                                                               |                      | |                    |
| 60 | "Uma Dobra no Tempo" "A Crinkle in Time"                      | 5 de outubro de 2005 | Engrenagens - Ao se ver cuidadosamente duas engrenagens, pode-se descobrir como o tamanho e o número de dentes afeta a velocidade em cada volta.                   | 408                |
| Tendo como plano se livrar das crianças de uma vez por todas, Hacker sequestra Slider e finge que o aprisionou em Ticktockia. Placa-Mãe rapidamente os convoca e está preocupada com a situação. O portal para entrar em Ticktockia está escondido na Pedra do Relógio, que contém um enorme relógio que funciona através do movimento de duas engrenagens. Quando o relógio atinge 8h00, abre-se uma dobra no tempo que permite que o portal para acessar o cybersite se abra, mas as crianças precisam estar de volta quando o relógio atingir 9h00, caso contrário, eles ficarão presos para sempre dentro de Ticktocia. |                                                               |                      | |                    |
| 61 | "Ataque de Vassouras" "A Broom of One's Own"                  | 6 de outubro de 2005 | Tempo, Distância e Velocidade - Pode-se usar velocidade - a distância que viaja em uma unidade de tempo - para dizer o quanto se vai em qualquer período de tempo. | 409                |
| Bruxa Malvada abre uma loja de vassouras e coloca um selo com o rosto de Jackie, Mateus e Inês em uma delas, alegando que são as mais rápidas do Cyberespaço. Sem saber se as reivindicações de Malvada são reais ou não, as crianças vão até a loja e testam as vassouras, procurando determinar a velocidade média que elas podem adquirir em determinado período de tempo. Mas, durante a tarefa aparentemente complicada, eles descobrem que ao apertar um botão das vassouras, elas podem sugar a energia de qualquer coisa que esteja próxima. Quando vão contestar Malvada, a bruxa os aprisiona dentro da loja e revela que está indo à Central de Controle para sugar toda a energia de Placa-Mãe. |                                                               |                      | |                    |
| 62 | "Dia de Ação de Graças em Tikiville" "A Tikiville Turkey Day" | 7 de outubro de 2005 | Padrões na Natureza - Encontre a regra para se observar um padrão no mundo natural, e pode-se usar o que se aprendeu para fazer próprios padrões semelhantes.      | 410                |
| Percebendo que não está mais tão verde quanto antes, Hacker decide roubar o lendário Ovo de Benedita, objeto responsável por fazer com que a paisagem em Tikiville seja verdejante e exuberante. O desaparecimento do Ovo faz com que o cybersite fique marrom e desprovido de vida. Os habitantes começam a discutir entre si e eles culpam exclusivamente Creech pelo desaparecimento do Ovo, já que, ao assumir as responsabilidades como líder de Tikiville, ela também deveria zelar pela segurança do objeto. A pequena jovem clama pela ajuda da Cyberturma e eles vão à Fronteira Norte para recuperar o Ovo de Hacker. Entretanto, o plano dá errado quando eles são flagrados pelo vilão e necessitam rapidamente voltar. As coisas pioram quando uma chuva muito forte começa a cair e, pelo fato das árvores não mais existirem, a água corrente ameaça inundar a cidade toda. Creech se vê completamente sem esperanças, mas as crianças utilizam padrões da própria natureza para substituir o Ovo. No final, descobrem que não é o Ovo que faz com que a cidade seja verdejante, mas sim o espírito de companheirismo e amizade que os habitantes costumam ter um com o outro.                                                                                     |                                                               |                      | |                    |

## Quinta Temporada:2006-2007
| # | Título                                                | Data Original          | Tópico Matemático | Código de produção |
| --- | ----------------------------------------------------- | ---------------------- | --- | ------------------ |
| 63 | "A Dança do Halloween" "The Halloween Howl"           | 31 de outubro de 2006  | Divisão - Para dividir igualmente alguns itens entre um número de pessoas, pode contar para descobrir quanto cada pessoa recebe.                                                                          | 501                |
| O Halloween em Castelvânia promete ser espetacular e as crianças se fantasiam para pedir "gostosuras ou travessuras" nas ruas do apavorante cybersite. As meninas têm uma discussão depois que Jackie acidentalmente lê coisas que não lhe agradam no diário de Inês. Sendo assim, Jackie se separa de Mateus e Inês e vai pedir doces juntamente com Dígito. Enquanto isso, Hacker assume o castelo do Prefeito e traz suas sete gárgulas de volta à vida. Obedecendo cada comando de Hacker, as gárgulas capturam o prefeito, juntamente com Mateus e Inês, e os aprisionam dentro de uma masmorra. Dígito e Jackie devem usar não só o poder da divisão para salvá-los, mas a menina também precisa ser tolerante e esquecer os desentendimentos de outrora. |                                                       |                        | |                    |
| 64 | "Limpeza de Fundo" "A Clean Sweep"                    | 24 de novembro de 2006 | Invenções: Persistência - Quando você precisa de algo que não existe, inventa-se! Você pode usar o que sabe sobre a resolução de problemas para superar obstáculos ao longo do caminho.                   | 502                |
| Hacker faz o sonho de Bug se tornar realidade e lhe dá a sua própria loja de rosquinhas em Radópolis. Levando as rosquinhas para fora da loja, Hacker faz confetes de magnetita e os joga sobre Radópolis, o que faz os habitantes caírem em um sono profundo e possibilita que Hacker tome controle sob o cybersite. Assim, os garotos devem ser engenheiros na confecção de um enorme e potente aspirador de confetes a fim de salvar a população. |                                                       |                        | |                    |
| 65 | "O Sr. Perfeito" "Designing Mr. Perfect"              | 24 de novembro de 2006 | Invenções: Design - Faça um desenho ou modelo, um plano para a sua invenção, antes de iniciar o edifício, para que você possa se certificar de que ela irá funcionar do jeito que você quiser.            | 503                |
| Bruxa Malvada está procurando pelo seu Mr. Perfeito: alguém que faça tudo o que ela quiser, que concorde com tudo o que ela falar e que faça com os que os outros pareçam miseráveis perto dela. Cansada de tentativas frustradas, Malvada clama pela ajuda de Wanda, sua varinha mágica, e pede para que ela traga um sapo para que possa transformá-lo em seu Mr. Perfeito. Wanda vai à procura do animal, mas acaba capturando Dígito acidentalmente e o transforma em um pássaro alto, musculoso e com a voz grossa. Malvada se encanta por Dígito e eles marcam um casamento, mas Hacker se sente enciumado ao descobrir a situação e sequestra Dígito. Wanda secretamente alerta a Cyberturma e concorda em ajudá-los a trazer Dígito de volta, a menos que eles a levem de volta à Malvada, já que ela está sem poder nenhum depois da bruxa não ter lhe dado nenhum encanto. Eles vão à Tereswampa, um lugar pantanoso e lamacento dentro de Felizes Para Sempre, mas se veem em apuros quando precisam inventar algo que seja capaz de fazê-los atravessar o pântano e ainda escalar a falésia na qual a Estraga-Prazer está pousada. |                                                       |                        | |                    |
| 66 | "Lama Milagrosa" "EcoHaven Ooze"                      | 24 de novembro de 2006 | Invenções: Teste - Construa um modelo de trabalho de sua invenção para se comunicar e testar as suas ideias, e fazer as melhorias necessárias de modo que o invento funcione da maneira que você quer.    | 504                |
| Quando Hacker descobre que o líquido que alimenta os animais de EcoHaven também lhe dá uma super energia, ele decide drenar a lagoa. Ele constrói uma fortaleza ao redor da lagoa, assim o Cyberturma devem descobrir uma forma de entrar sem serem notados. Eles tomam inspiração no mito grego do "Cavalo de Troia" e constroem um gigante "Pato Troiano". Após testar um modelo da sua invenção para ter certeza de que funciona, as crianças se escondem no interior do pato, e enganam Hacker, a fim de excluí-lo de EcoHaven. |                                                       |                        | |                    |
| 67 | "A Fada Robodrino" "The Fairy Borg Father"            | 24 de novembro de 2006 | Invenções: Refine e Otimize - Quando você tem uma invenção que precisa de uma melhoria, identificar a característica chave que precisa mudar e variar até que a invenção for tão boa quanto ela pode ser. | 505                |
| Deleto está tendo um mau dia porque Hacker gritou com ele e Bug ficou se divertindo com a sua primeira invenção, um "Benny-Copter". Deleto descobre que tem uma Fada ciborgue que se chama Zanko, que aparece e concede-lhe nove pedidos. Surge caos diante dos estranhos desejos de Deleto, e a Cyberturma é chamada quando Zanko e Mateus acabam presos em um peitoril dentro de perigosas estáticas. Inês e Jackie devem "refinar e otimizar" o "Benny-Copter" para resgatá-los. |                                                       |                        | |                    |
| 68 | "Parallinis Voadores" "The Flying Parallinis"         | 16 de abril de 2007    | Paralelogramos - Você pode esticar ou retrair a forma de um paralelogramo, sem alterar o comprimento dos seus lados.                                                                                      | 506                |
| Hacker captura Jackie em cima do "Monte Wayupthere", em Parallinis. O resto do Cyberturma tem de agir rápido para salvá-la. Na sua procura pelo diamante Joe, a Cyberturma reúne Spunky TW, um jovem Parallini que concorda em ajudá-los. |                                                       |                        | |                    |
| 69 | "Claro como Cristal" "Crystal Clear"                  | 17 de abril de 2007    | Matemática na Natureza: Cristais - Quando materiais formam cristais, você pode usar suas únicas formas geométricas regulares para identificá-los.                                                         | 507                |
| Quando os sistemas de Dígito falham, Placa-mãe envia-o para o "Synchronizer", mas antes que ele possa ser colocado de volta na sincronização, recebe um distúrbio e lança seu cristal synchrometer em um túnel e voa para o caminho errado em um profundo e escuro abismo. Chamados para ajudar, Jackie, Mateus e Inês satisfazem Jules, a guarda tímida da gruta, que até ajuda-os a encontrar o synchrometer e Dígito. |                                                       |                        | |                    |
| 70 | "Por Dentro de Hacker" "Inside Hacker"                | 18 de abril de 2007    | Raciocínio Robótico - Para ter um robô que faça um trabalho, quebrar o emprego em uma seqüência de passos simples - um programa - o robô poderá obedecer.                                                 | 508                |
| Mateus encolhe e começa a percorrer o interior de Hacker para inserir uma nova memória, mas o plano de acessos tem um problema e seus amigos devem programar um mini robô para resgatá-lo. |                                                       |                        | |                    |
| 71 | "Em Linha" "On The Line"                              | 19 de abril de 2007    | Propriedades de uma Linha - Você pode usar duas retas cruzadas para localizar um objeto. | 509                |
| A fim de inverter as competências da maquina da transformação de Hacker, as crianças devem descobrir como se pode identificar um objeto usando apenas duas linhas retas. |                                                       |                        | |                    |
| 72 | "Uma Fração de Oportunidade" "A Fraction of a Chance" | 4 de setembro de 2007  | Frações - Quando você compartilha partes de um todo, ele tem dois números para contar a história - o denominador e o numerador de uma fração.                                                             | 510                |
| Bruxa Malvada faz armadilhas para prender Mateus, Jackie e Inês no vórtice de um cyberportal, e cabe a Dígito resgatá-los. Ele só precisa encontrar o "Uvo", mas todos os portais estão congestionados, de forma que Bruxa Malvada localiza uma oportunidade e finge ajudá-lo pelos intrigantes indícios de que irá revelar a localização dos "Uvo". |                                                       |                        | |                    |

## Sexta Temporada:2007-2008
| # | Título                                                       | Data Original           | Tópico Matemático | Código de produção |
| --- | ------------------------------------------------------------ | ----------------------- | --- | ------------------ |
| 73 | "A Festa Surpresa de Dígito" "Digit's B-Day Surprise"        | 7 de novembro de 2007   | Leitura de Termômetros - Você pode usar a evaporação da água para resfriar um objeto em um dia quente. | 601                |
| As crianças têm um plano para comemorarem para valer o aniversário de Dígito. A fim de manter segredo, elas pretendem fingir que não lembram do seu aniversário. Decepcionado, Dígito vai embora e encontra com Hacker. Hacker fica muito feliz em se aproveitar da situação: se ele conseguir convencer Dígito que é um verdadeiro amigo dele, Hacker poderá reprogramá-lo para ter acesso à Placa-mãe! As crianças têm uma ideia de encomendar uma escultura de Dígito feita de chocolate, mas eles devem atravessar um deserto onde o calor ameaça derreter o doce, e observam que vestindo uma bandana molhada mantém a escultura úmida. As crianças descobrem que a evaporação é fundamental para manter a escultura de chocolate intacta. |                                                              |                         | |                    |
| 74 | "A Noite em que os Pinguins Voam" "When Penguins Fly"        | 14 de novembro de 2007  | Amostragem de População - Quando alguma coisa é grande demais para contar, você pode utilizar uma amostra para fazer uma estimativa do número total. | 602                |
| No Cyberespaço, em uma noite especial em cada ano, os pingüins de Penguia voam para entregar presentes aos jovens ciborgues de todo os universos virtuais e pela primeira vez Fluff está participando, e convida seus amigos Mateus, Jackie, Inês e Dígito para participarem. Eles vão para o Ice Palácio, onde a magia é aspergida nos pingüins para que eles possam voar, mas Hacker não deseja um feliz feriado. Ele cria uma gigante vala em frente ao Ice Palácio e armadilhas para todos os pingüins cairem nas profundezas geladas! Os garotos e Dígito devem fazer sapatos de neve para todos os pingüins presos dentro da fossa para que eles possam escapar e terem um feriado feliz. |                                                              |                         | |                    |
| 75 | "Finais Infelizes" "Unhappily Ever After"                    | 19 de fevereiro de 2008 | Obras de Matemática: Medição e Geometria - Quando você precisa copiar e cortar uma forma simples para caber algo que estamos construindo, você pode usar essa forma de dimensões e outras propriedades para copiar e cortar uma nova forma que corresponde à sua forma. | 603                |
| Em uma tentativa de impressionar Bruxa Malvada, Hacker rouba o livro "Finais Infelizes" para provocar caos em Felizes Para Sempre, e se torna o rei. Bruxa Malvada, devidamente impressionada, torna-se sua rainha e juntos eles deleitam infelizes ordens para a população. Para resgatar o site, a Cyberturma deve pegar o livro de Hacker para recapturar as descontentes terminações, e focá-las dentro de três caixas com tampas. E essa montagem tem que ser feita antes do pôr-do-sol! Evidentemente, Hacker destroí as tampas, mas as crianças mostram suas habilidades na carpintaria, juntamente com um dos três porquinhos do reino. |                                                              |                         | |                    |
| 76 | "A Fuga do Labirinto de Merlin" "Escapin from Merlin's Maze" | 20 de fevereiro de 2008 | Obras de Matemática: Alavancas - Quando você precisa levantar algo muito pesado, use uma alavanca e siga uma regra surpreendente: Multiplique o comprimento da sua alavanca e você também irá multiplicar o peso que você pode levantar!                                | 604                |
| Hacker prende Shari Spoter dentro do Labirinto de Merlin, bloqueando o seu caminho com uma série de pedra pesadas. A Cyberturma tentam retirar as pedras para libertar Shari Spoter, mas elas são pesadas demais. Na sua missão de salvamento, as crianças fazem experimentos com alavancas e descobrem uma regra proporcional: multiplique o comprimento de seu alavanca e você também irá multiplicar o peso que você pode levantar. Eles conseguem libertar Shari Spoter, mas não a tempo: Hacker tem sido bem sucedido e rouba a varinha mágica de Stumblesnore. |                                                              |                         | |                    |
| 77 | "Passo a Passo" "Step by Step"                               | 21 de fevereiro de 2008 | Obras de Matemática: Solução de Problemas - Quando você não pode resolver um problema em uma única etapa, abordar as suas partes um passo por cada vez. Ao encontrar a resposta para cada passo que você dá, novas informações surgem para resolver o problema.         | 605                |
| Na companhia do fantasmagórico cyberpirata Ivana, o Dr.Good está de volta e, desta vez, ele descobre um poderoso cybermineral que poderá ser usado para livrar a Placa-mãe do vírus. Localizado no interior de um vulcão na Ilha da Caveira, esse mineral é forte o suficiente para substituir o vírus que Hacker implantou na Placa-mãe. Infelizmente, Hacker faz armadilhas para prender Dr.Good. Então, a Cyberturma chega. Dígito procura pistas de Hacker, enquanto Jackie, Mateus e Inês resolvem outro problema: como salvar Dr.Good. Hacker destruiu a ponte para a Ilha da Caveira e a água em volta é infestada de cyberenguias. As crianças precisam construir a ponte novamente, antes que seja tarde demais. |                                                              |                         | |                    |
| 78 | "Espírito de Equipe" "Team Spirit"                           | 8 de abril de 2008      | Matemática nos Esportes: Números e Operações - Usar o desempenho de uma pontuação passada e poder escolher o mais forte dos jogadores de uma equipe, pode fazer da equipe vencedora.                                                                                    | 606                |
| As crianças e Slider devem criar um gráfico que os ajudará a determinar se participaram de três esportes que fazem parte da tradição de milhões de anos no Monte Olimpo. Bruxa Malvada tem um plano para ajudar Hacker a ganhar, mas ele não está disposto a ouvi-la. |                                                              |                         | |                    |
| 79 | "O Jogo de Jimaya" "Jimaya Jam"                              | 9 de abril de 2008      | Matemática nos Esportes: Representação - Usar diagramas como instrumentos para comunicar a forma como os jogadores devem deslocar-se em um esportes com bola, pode melhorar o seu jogo e planejar estratégias para a equipe vencedora.                                  | 607                |
| Hacker descobre um exército de criaturas, com a qual pode usar para destruir o Cyberespaço, mas elas são esculpidas nas paredes da Pirâmide de Jimaya. Para levar os animais à vida, ele tem que roubar a "Esfera do Ser", um olho mágico estreitamente vigiado por três fantasmas (o pior pesadelo de Hacker). Ele precisa distraí-los de forma que possa roubar a Esfera. Hacker ganha uma oportunidade quando derruba os truques de Jules, recentemente contratada como guia turístico, mas empurra o botão errado e cai, juntamente com as crianças e Creech, em uma arena subterrânea onde não há fuga! Confrontado por Jam Master, o guardião da pirâmide, as crianças só ficarão livres se consiguirem superar os fantasmas em um jogo de Jimaya! |                                                              |                         | |                    |
| 80 | "Jogável Perfeito" "A Perfect Score"                         | 10 de abril de 2008     | Matemática nos Esportes: Número e Operações - Quando jogadores de um evento desportivo são julgados pela qualidade do seu desempenho, utilizando números, dá-lhe uma forma justa para escolher o vencedor.                                                              | 608                |
| Jackie deve ser a parceira de Hacker em uma dança para salvar Inês. A fim de salvá-la, Hacker e Jackie devem bater os recordes para fazerem uma dança mais correta. |                                                              |                         | |                    |
| 81 | "O Caos de Sempre" "Chaos As Usual"                          | 11 de abril de 2008     | Matemática nos Esportes: Coleta de Dados - Adotando um padrão em um desempenho do jogador, você pode prever o que esse jogador irá fazer em um jogo. | 609                |
| As crianças e o grupo de asseclas de Hacker devem jogar "Slugball" para ver quem irá obter a chave para a cidade de Memoryville. Se Hacker recebê-la, ele irá apagar todas as memórias do Cyberespaço. |                                                              |                         | |                    |
| 82 | "As Esferas dos Medos" "Spheares of Fears"                   | 27 de outubro de 2008   | Círculos: Diâmetro, Circunferência e Raio - A circunferência de cada círculo, não importa o quão grande ou pequena, é sempre um pouco mais de três vezes o seu diâmetro.                                                                                                | 610                |
| Hacker cria armadilhas para Dígito e as crianças em uma das mais temidas Cyberesferas denominadas mini-galáxia, preenchida com misteriosas criaturas chamadas Creepers. Hacker deseja que a Cyberturma saia do caminho para que Deleto possa se tornar uma "diva", com o objetivo de representar o papel de Placa-mãe para convencer a todos no Cyberespaço, a fim de provocar o caos por toda a parte. Ninguém pode impedi-lo agora! Para abrir a porta e escapar de suas esferas, as crianças devem encontrar o "codebook" - Dígito lembra que está na extremidade oposta da Esfera do diâmetro, mas não há nenhuma maneira de pega-lo. Como se constrói o caos no Cyberespaço, a equipe utiliza a relação entre a circunferência e o diâmetro para superar os obstáculos, e os seus medos, na procura do codebook. Mas eles podem encontrá-lo a tempo? Se eles falharem, o caos irá reinar, e Hacker irá assumir definitivamente o Cyberespaço! |                                                              |                         | |                    |

## Sétima Temporada:2009
| # | Título                                                          | Data Original        | Tópico Matemático | Código de produção |
| --- | --------------------------------------------------------------- | -------------------- | --- | ------------------ |
| 83 | "O que a Névoa Desapareceu" "Gone with the Fog"                 | 21 de abril de 2009  | Matemática no Clima: Nevoeiro - Acompanhe a temperatura e umidade do ar e você pode prever quando um nevoeiro vai aparecer ou quando a temperatura cai. | 701                |
| A Cyberturma está em Gollywood para fazer um filme, quando o top designer Glittertown, o cabeleireiro e maquiador dos artistas, falta devido a uma densa neblina inesperada. Acontece que Hacker é o responsável e tem os estilistas em sua sede. A mais famosa meteorologista do Cyberespaço, Stormy Gale, ajuda as crianças a descobrir como fazer um nevoeiro, mas, elas têm de encontrar o ponto do orvalho elusivo na Fronteira Norte, por conta própria. |                                                                 |                      | |                    |
| 84 | "O Imperador Tem Roupas de Neve" "The Emperor Has Snow Clothes" | 22 de abril de 2009  | Matemática no Clima: Previsão de Tempestades - Se você sabe a velocidade e a direcção de uma tempestade, é possível estimar quando a tempestade vai chegar até você. | 702                |
| Hacker foi coroado Imperador de Cyberia e prendeu o verdadeiro imperador dentro de uma estátua congelada em um canto distante do site. A Cyberturma chega incapacitante, porque uma tempestade de neve fez com que o caminho por Cyberia se tornasse mais difícil e complicado. Dígito, juntamente com Stormy Gale, usa atualizações sobre o progresso da tempestade, para ajudar as crianças a passarem pela tempestade. O título desse episódio é um tracadilho com a história "A Roupa Nova do Imperador".                                                                            |                                                                 |                      | |                    |
| 85 | "O Fator X" "The X Factor"                                      | 23 de abril de 2009  | Matemática no Clima: O Poder da Multiplicação - Quando muitas pessoas contribuem para um pequeno problema, o que eles fazem não é apenas somar, mas multiplicá-lo em um grande problema. Para resolvê-lo, procure por uma pequena solução que possa ser multiplicado pelo mesmo caminho. | 703                |
| Nem tudo está perfeito em Perfectomundo, porque são descobertos manchas laranjas no edifício em cima da cúpula da superfície interna, que está bloqueando o Sol precioso do site. Seria Hacker o responsável pela aparição dessas manchas em Perfectomundo? A Cyberturma tem de descobrir esta incógnita. Dígito fabrica um novo brinquedo, a pequena explosão de brilhos coloridos que são atirados do brinquedo pode destruir as manchas. Com o tempo se esgotando, a Cyberturma tem de enfrentar o poder de multiplicação e utilizá-lo para anular esse problema de poluição no site. |                                                                 |                      | |                    |
| 86 | "Quando Sopra o Vento" "Blowin' in the Wind"                    | 24 de abril de 2009  | Matemática no Clima: Medição da Velocidade do Vento - Para escolher o melhor local para obter energia a partir do vento, meça a velocidade do vento em diferentes locais e escolha o local cuja velocidade do vento são tipicamente o mais rápido.                                       | 704                |
| Hacker prossegue uma carreira como um ídolo e vai cantar em uma turnê, deixando para trás um livro que contém o segredo para a cura do vírus da Placa-Mãe, enterrado no local ventoso da Fronteira Norte. A Cyberturma está determinada a encontrá-lo. Mas para isso têm de descobrir como medir a velocidade do vento em diferentes locais para que eles possam compará-los e também encontrar o livro antes de Bug e Deleto, que querem roubar o segredo de Hacker. |                                                                 |                      | |                    |
| 87 | "O Dia dos Pais" "Father's Day"                                 | 18 de junho de 2009  | Padrões de Códigos: Utilize padrões para encontrar as pistas escondidas atrás de uma regra secreta pode decodificar mensagens.. | 705                |
| É o Dia dos Pais em Tikiville, e o pai de Creech, Max, é o "Cyberpai do Ano". Max foi colega de escola de Hacker na escola, mas Hacker decide acabar com a festa e desta vez ele tem um plano muito inteligente. Usando códigos secretos e um bando de bandidos, ele inteligentemente muda o código de todos os "Earthbrats". A Cyberturma tem de descobrir o padrão para o código a tempo de detê-lo. |                                                                 |                      | |                    |
| 88 | "Mistério em Golftopia" "The Deedle Beast"                      | 5 de outubro de 2009 | Comportamento de animais: Para entender por que um animal faz algo novo, deve-se acompanhar o seu comportamento e quaisquer outros eventos, em seguida, deve-se procurar um padrão que se conecta um com o outro.                                                                        | 706                |
| Dígito é um cuidador de animais de estimação em Golftopia, tendo que tomar conta de Dewey, um adorável Deedle Besta. Mas, de repente, Dewey começa a enlouquecer na sua caminhada diária. O que está acontecendo? As crianças chegam para ajudar, mas como você pode descobrir o que há de errado com um animal que não pode falar? As crianças começam a ver um padrão de comportamento estranho na criatura - e a trama se complica quando eles percebem que Hacker mudou para melhor. Qual é o rei do caos até este momento?                                                          |                                                                 |                      | |                    |
| 89 | "Enfeitiçado" "Spellbound"                                      | 6 de outubro de 2009 | Grades: Use uma grade para dividir uma imagem em pixels - o mesmo tamanho dos quadrados de cores diferentes - e você pode usar as propriedades ordenadas da grade para reproduzir a imagem em qualquer lugar, em qualquer tamanho, não importando se for grande ou pequena.              | 707                |
| Quando Bruxa Malvada lança um feitiço sobre Pompadouria para que todos os habitantes a adoram, Jackie e Dígito devem reproduzir o único símbolo que pode quebrá-lo - sem serem capazes de ver o que o símbolo parece. Matheus e Inês não conseguem chegar a Pompadoria para ajudar, mas eles descrevem o símbolo através de seus Palmitopinhos. Mas como eles podem descrever essa aparência estranha a fim de fazerem uma reprodução que funciona? |                                                                 |                      | |                    |

## Oitava Temporada:2010
| # | Título                                                      | Data Original       | Tópico Matemático | Código de produção |
| --- | ----------------------------------------------------------- | ------------------- | --- | ------------------ |
| 90 | "O Desafio de Hacker" "The Hackers Challenge"               | 25 de junho de 2010 | Soluções de problemas usando números - Quando você está preso em um problema de números e não sabe por onde começar, experimente usar diferentes números e utilizar os resultados para ajustar as suas opções ao lado até encontrar os números que serão necessários. | 801                |
| Para provar de uma vez por todas, que ele é mais esperto que a Cyberturma, Hacker desafia as crianças e seus amigos para resolver uma série de enigmas. Mas isso não é apenas divertimento e jogos - o destino do cybersite Solaria pesa na balança. "Resolva os quebra-cabeças em menos de três horas, e Solaria será salva...", mas as crianças falham, e o local favorito de férias será reformatado em lixo digital!                                 |                                                             |                     | |                    |
| 91 | "Velocidades Cibernéticas" "Face-Off"                       | 6 de julho de 2010  | Análise de anúncios publicitários (raciocínio) - Quando um anúncio tenta fazer você comprar um produto, use o raciocínio para analisar suas reivindicações para que você possa fazer uma escolha certa sobre o que fazer.                                             | 802                |
| Para concorrer a prestigiada Copa de Penguia, Fluff quer usar os patins dde hóquei da sorte de seu pai, mas seus companheiros não deixam. Todos estão indo vestir os cyberpatins novos que viram anunciando na televisão. Para mudar as suas mentes, Fluff deve analisar um anúncio sorrateiramente e provar que os patins novos não são a melhor escolha para o grande jogo.                                                                            |                                                             |                     | |                    |
| 92 | "Paz, Amor e Hackerização" "Peace, Love, and Hackerness"    | 9 de julho de 2010  | Números fracionários - Quando você precisa encontrar um comprimento total de várias medições, e suas medidas são números mistos, primeiro adicione os números inteiros, em seguida, adicione as frações para obter o comprimento total.                               | 803                |
| A Avaliação de Hacker causar medo caiu para perto de zero - quase ninguém tem medo dele mais! Para impulsionar sua imagem de mau, ele explode a antena de Far Out Rádio e desencadeia uma reação cataclísmica: sem música - sem abelhas Rebooter - sem chips de computador - sem Cyberespaço! A Cyberturma precisa localizar e medir cada pedaço da antena, para que possam substituí-la antes do Cyberespaço ser desligado.                             |                                                             |                     | |                    |
| 93 | "Hackerizado!" "Hackerized!"                                | 16 de julho de 2010 | Medidas de execução (análise de dados) - Quando você tem um objetivo que pretende alcançar, medir o seu desempenho com os números e acompanhar ao longo do tempo o ajudará a alcançá-lo.                                                                              | 804                |
| Planaltópolis foi "Hackerizada" - todos as pessoas da cidade estão agindo como o vilão covarde. Mas não foi Hacker quem fez isso! Enquanto ele sai para descobrir quem poderia ter arrancado esta proeza fantástica, a Cyberturma corre para salvar a cidade. Para fazer isso, esses escaladores iniciantes devem escalar um penhasco rochoso em menos de 3 minutos. Eles devem melhorar suas habilidades em escalada ou eles serão Hackerizados também. |                                                             |                     | |                    |
| 94 | "O Pássaro Azul da Intensidade" "The Bluebird of Zappiness" | 23 de julho de 2010 | Medição de sombras para encontrar altura (raciocínio proporcional) - Quando você sabe a altura de um objeto, você pode usar o comprimento de sua sombra para descobrir a altura de qualquer outra coisa - mesmo que seja alto demais para ser medida diretamente!     | 805                |
| O castigo merececido de Hacker, Ledge, está de volta para acertar as contas com o Hacker. Ledge está porcurando o Pássaro Azul de Zappiness - a chave para a fixação do vírus da Placa-mãe. Para detê-lo, Hacker faz uma improvável aliança - com o Cyberturma! Juntos, eles precisam descobrir como as pistas de Placa-Mãe - a sombra da adição matemática - pode ajudá-los a encontrá-lo primeiro.                                                     |                                                             |                     | |                    |

## Nona Temporada:2013-2014
| # | Título                                         | Data Original         | Tópico Matemático | Código de produção |
| --- | ---------------------------------------------- | --------------------- | --- | ------------------ |
| 95 | "Um Caso de Ouriço" "An Urchin Matter"         | 4 de novembro de 2013 | Espécies chaves e ecossistemas - Ao avaliar e registrar a vida selvagem de um ecossistema, pode-se compreender como ele funciona e como as cadeias alimentares contribuem para o equilíbrio ecológico. | 901                |
| A Cyberturma deve descobrir o que está fazendo com que as algas de Mega Bay subam até o topo. Enquanto isso, Hacker parece lucrar com isso, colocando-os em um show para o Cyberespaço ver, depois de assistir a um vídeo viral na Cybertelevisão. |                                                |                       | |                    |
| 96 | "Indo ao Sol" "Going Solar"                    | 5 de novembro de 2013 | Painéis solares - Ao compreender o uso de painéis solares e como posicioná-los em relação ao sol, pode-se descobrir a taxa de esgotamento da bateria e o tipo de carregamento.                         | 902                |
| Hacker desafia Slider a uma disputa de skate. Mas, de repente, a energia do novo estádio desaparece. A Cyberturma deve encontrar uma maneira de aproveitar a energia solar, armazená-la e garantir que dure durante o jogo. No entanto, há alguém sabotando seus planos. |                                                |                       | |                    |
| 97 | "Fluxo de Lixo" "Trash Creep"                  | 6 de novembro de 2013 | Frações, efeitos do lixo e reciclagem - Compreender a importância da reciclagem para o meio ambiente, explicando que uma pilha de lixo pode causar problemas.                                          | 903                |
| A Cyberturma enfrenta toneladas de lixos gigantes em Perfectomundo, que ameaçam romper a cúpula do cybersite. Hacker tenta fazer crescer um exército de plantas monstruosas. |                                                |                       | |                    |
| 98–99 | "O Filme de Cyberchase" "The Cyberchase Movie" | 15 de abril de 2014   | Espaço de vivência - Compreender o quanto o espaço de vivência e os hábitats são importantes para os animais.                                                                                          | 904-905            |
| Hacker deseja construir Hackerspace causando perfurações em Ecotopia. Ele captura Dr. Good e rouba seu diário, o que o ajudará a localizar o botão Reformatar. Em busca de botão, Bug e Deleto capturam a mãe de Ollie, Abby, e acidentalmente perfuram o núcleo interior, liberando lodo. Hacker prende Dr. Good e Abby enquanto recalcula a posição do botão. Placa-Mãe envia Dígito e as crianças para Ecotopia para investigar de onde está vindo o lodo e o que eles podem fazer para ajudar. Eles rapidamente percebem que muitos dos animais do cybersite perderam suas casas devido ao fato de lodo ter destruído dois terços da Preservação. A fim de corrigir isso, eles devem instalar uma nova Preservação e formatá-la de um jeito que os animais possam viver confortavelmente. Usando uma arca, eles são capazes de trazer os animais para a nova Preservação, mas a Cyberturma e Ollie rapidamente percebem que os orangotangos estão do lado errado da Preservação. A fim de descobrir o motivo, Inês e Ollie retornam à antiga Preservação para estudar a vida selvagem. Para fazê-lo, Inês deve superar seu medo de morcegos e Ollie deve superar seu medo de altura. Como se isso não fosse suficiente, eles ouvem Hacker procurando o botão e percebem que ele fez com que o lodo entrasse em erupção. Ollie vê sua mãe com Hacker e fica desesperado para salvá-la. A Cyberturma formula um plano para resgatar Dr. Good e Abby, ao instalar um bloqueio no botão de Reformatar, ejetando assim para para o Cyberespaço. O episódio termina com Inês e Ollie desfrutando um sanduíche no alto de uma árvore. |                                                |                       | |                    |

## Décima Temporada:2015
| # | Título                                         | Data Original          | Tópico Matemático                 | Código de produção |
| --- | ---------------------------------------------- | ---------------------- | --------------------------------- | ------------------ |
| 100 | "Aptos a Serem Heróis" "Fit to be Heroes"      | 9 de novembro de 2015  | Objetivos de exercício            | 1001               |
| Scanner ajuda o Cyber Esquadrão a construir um novo chip criptografado para curar a placa-mãe do seu vírus. |                                                |                        |                                   |                    |
| 101 | "Uma Receita Para o Caos" "A Recipe for Chaos" | 10 de novembro de 2015 | Nutrição                          | 1002               |
| O problema está se formando em Castleblanca. Um novo restaurante chamado Bogey's está servindo pratos em pacotes Hacker que parecem reais, mas muito prejudiciais à saúde. Hacker havia aberto recentemente uma fábrica para vendê-los em Castleblanca. Por causa disso, Digito desafia Hacker para um cook-off. Se o Digito vencer, o Hacker vai parar de fazer pacotes Hacker, o Bogey's fecha e se torna o restaurante do Digito com comida saudável. Se Hacker vencer, Digito, Inez, Mateus e Jackie devem deixar o ciberespaço para sempre, não sendo capazes de derrotar Hacker. Digito faz uma omelete de banana e feijão preto com couve de bruxelas enquanto Hacker faz Spring Rising. Digito vence, então Bogey's é renomeado como Digit's. O restaurante serve comida saudável. O episódio termina com Jackie descobrindo que gosta de couve-de-bruxelas. |                                                |                        |                                   |                    |
| 102 | "Um Negócio Sórdido" "A Seedy Business"        | 11 de novembro de 2015 | Jardinagem/Nutrição               | 1003               |
| O Cyber Esquadrão deve investigar por que o Hacker salvou o cibersite de Factoria. O Hacker não apenas forçou os Factorianos a fabricar helicópteros de brinquedo, mas também os forçou a fazer refeições gratuitas conhecidas como "Comida não Saudável", distribuídas gratuitamente em máquinas de venda automática. Devido à questão da alimentação pouco saudável, eles precisam encontrar um solo e um local ensolarado para plantar uma horta colorida, mas saudável. No final, é revelado que Hacker não os estava contratando para trabalhar em helicópteros de brinquedo, em vez disso eram helicópteros espiões construídos para dominar o Cyber Mundo. |                                                |                        |                                   |                    |
| 103 | "Parques e Recreação" "Parks and Recreation"   | 12 de novembro de 2015 | Argumentos baseados em evidências | 1004               |
| Hacker planeja criar a torre Gollywood para trazer o caos ao ciberespaço. A única maneira de o Cyber Esquadrão impedir que o Hacker assuma o controle do mundo cibernético é declarando que parques e playgrounds são razoáveis. |                                                |                        |                                   |                    |
| 104 | "Engarrafado" "Bottled Up"                     | 13 de novembro de 2015 | Descarte de Plástico              | 1005               |
| O Cyber Esquadrão vai visitar Slider em Radopolis, mas a Way Cool Arena está ficando cheia de garrafas de água. O Cyber Esquadrão e o Slider devem descobrir uma maneira de impedir isso antes que Radopolis fique cheia de garrafas vazias. |                                                |                        |                                   |                    |

## Décima Primeira Temporada:2017-2018
| # | Título                                                                   | Data Original          | Tópico Matemático                            | Código de produção |
| --- | ------------------------------------------------------------------------ | ---------------------- | -------------------------------------------- | ------------------ |
| 105 | "Watts de Problemas de Halloween" "Watts of Halloween Trouble"           | 23 de outubro de 2017  | Conservação de Energia                       | 1101               |
| É Halloween Haunt-O-Rama em R-Fair City, e Hacker tem uma carta na manga: manter as crianças fora do Ciberespaço para sempre, travando o sistema de portal da placa-mãe. Mas quando Buzz e Delete cometem um erro, o sistema do portal trava tarde demais, e as crianças e Digito ficam presos em R-Fair City! Agora, as crianças devem encontrar energia suficiente para alimentar o reinicializador do portal do Digito e manter o parque de diversões funcionando. Mas com a celebração em pleno andamento, eles podem encontrar grandes e pequenas maneiras de economizar energia suficiente? E eles podem voltar para a Terra novamente? |                                                                          |                        |                                              |                    |
| 106 | "Dilema de Criaturas de Creech" "Creech's Creature Quandary"             | 26 de dezembro de 2017 | Fragmentação do Habitat                      | 1102               |
| 107 | "Um Mistério Obscuro em Mermaidos" "A Murky Mystery in Mermaidos"        | 27 de dezembro de 2017 | Poluição Térmica                             | 1103               |
| 108 | "Plantassauro!" "Plantasaurus!"                                          | 28 de dezembro de 2017 | Qualidade do Ar                              | 1104               |
| 109 | "Uma Véspera de Reinicialização para Lembrar" "A Reboot Eve to Remember" | 29 de dezembro de 2017 | Energia Eólica                               | 1105               |
| 110 | "A Festa da Inauguração" "Housewarming Party"                            | 16 de abril de 2018    | Telhados Verdes (Isolamento Térmico Natural) | 1106               |
| 111 | "A Invasão das Flores Funky" "Invasion of the Funky Flower"              | 17 de abril de 2018    | Espécies Invasivas                           | 1107               |
| 112 | "Uma Esperança Renovável" "A Renewable Hope"                             | 18 de abril de 2018    | Energia Renovável                            | 1108               |
| Hacker pede a ajuda do Cyber Esquadrão para voltar para casa. |                                                                          |                        |                                              |                    |
| 113 | "A Situação da Migração" "The Migration Situation"                       | 19 de abril de 2018    | Ciência Cidadã                               | 1109               |
| Digito e o professor Bob, ambos especialistas em trillers de patas verde-azuladas, organizam uma celebração para testemunhar sua migração bidecadal. Mas o Hacker capturou os trillers e os substituiu por falsificações robóticas para usar sua música para desvendar um livro contendo os segredos do ciberespaço! |                                                                          |                        |                                              |                    |
| 114 | "De volta ao futuro de Canali a" "Back to Canali a's Future "            | 20 de abril de 2018    | Consumo de água                              | 1110               |
| O Cyber Esquadrão e sua amiga Pearl vão resolver o problema de falta da água. |                                                                          |                        |                                              |                    |

## Décima Segunda Temporada:2019-2020
| # | Título                                                                   | Data Original           | Tópico Matemático                                | Código de produção |
| --- | ------------------------------------------------------------------------ | ----------------------- | ------------------------------------------------ | ------------------ |
| 115–116 | "A Odisseia de Lixos Espaciais" "Space Waste Odyssey"                    | 19 de abril de 2019     | Ciência Cidadã                                   | 1201-1202          |
| É o aniversário da Placa-Mãe, mas nem tudo está bem. O Cyber Esquadrão deve salvar o ciberespaço por conta própria quando um mau funcionamento torna a Placa-Mãe impotente, enquanto o Hacker tenta esmagar o controle central entre dois vórtices gigantes de lixo.                                                                     |                                                                          |                         |                                                  |                    |
| 117 | "O Dia de Ação de Graças" "Giving Thanks Day"                            | 22 de novembro de 2019  | Desperdício de comida                            | 1203               |
| O Cyber Esquadrão está animado para comemorar o Dia de Ação de Graças com a torta de abóbora de Jackie, mas há um grande problema - Hacker pegou todos os produtos intocados. |                                                                          |                         |                                                  |                    |
| 118 | "Um Jardim Cresce em Botlyn" "A Garden Grows in Botlyn"                  | 14 de fevereiro de 2020 | Jardinagem                                       | 1204               |
| Ren e o Cyber Esquadrão usam suas habilidades matemáticas para plantar um jardim em um espaço improvável. Enquanto isso, Hacker recebe um inesperado cartão de dia dos namorados. |                                                                          |                         |                                                  |                    |
| 119 | "Morcegos Perdidos em Planaltópolis" "Missing Bats in Sensible Flats"    | 17 de abril de 2020     | Polinizadores                                    | 1205               |
| A prima de Digito, Brigit, acha que a falta de morcegos é a razão pela qual os cactos com flores não estão dando frutos de cacto-maçã. |                                                                          |                         |                                                  |                    |
| 120 | "Problemas de Água" "Water Woes"                                         | 17 de abril de 2020     | Bacias hidrográficas/Poluição das águas pluviais | 1206               |
| Buzz e Delete alistam o Cyber Esquadrão para descobrir por que o abastecimento de água no Mount Bear Fresh Water Spa parou de fluir. Então, o Cyber Esquadrão se une ao Buzz para descobrir o problema. |                                                                          |                         |                                                  |                    |
| 121 | "Agitação do Solo" "Soil Turmoil"                                        | 17 de abril de 2020     | Qualidade do solo                                | 1207               |
| A equipe encolhe até o tamanho de pequenos insetos para tentar ajudar seu amigo minhoca Hapo a descobrir o que está danificando seu solo. |                                                                          |                         |                                                  |                    |
| 122 | "Hacker Abraça uma Árvore" "Hacker Hugs a Tree"                          | 17 de abril de 2020     | Desmatamento                                     | 1208               |
| Em um emparelhamento improvável, o Cyber Esquadrão ajuda o Hacker a parar um novo vilão chamado Zusk, que está destruindo árvores com sua Árvore X1. Depois que Zusk sai por não ter mais energia, Hacker usa a Árvore X de Zusk para plantar novas árvores na Floresta da Fronteira Norte.                                              |                                                                          |                         |                                                  |                    |
| 123 | "Em Busca do Prisma do Poder" "Pursuit of the Prism of Power"            | 8 de maio de 2020       | Biomimética                                      | 1209               |
| O Cyber Esquadrão enfrenta monstros, desfiladeiros e penhascos enquanto perseguem o Prisma do Poder, uma peça vital do sistema operacional da Placa-Mãe que Hacker roubou. |                                                                          |                         |                                                  |                    |
| 124 | "Compostagem na Embreagem" "Composting in the Clutch"                    | 8 de maio de 2020       | Adubo                                            | 1210               |
| O Hacker suga toda a sujeira em Dingerville Park pouco antes da Dingerball Series - um campeonato que ocorre uma vez a cada quatro anos - deixando o Cyber Esquadrão lutando para reabastecer a sujeira que falta antes do grande jogo começar.                                                                                          |                                                                          |                         |                                                  |                    |
| 125 | "Um Enigma do Acampamento" "A Camping Conundrum"                         | 8 de maio de 2020       | Sol                                              | 1211               |
| Mateus, Inez, Digito e Jackie estão curtindo sua viagem de acampamento no deserto até que o Power Pal 3000 de Digito - um centro de entretenimento para cozinhar e aquecer tudo em um - fecha. |                                                                          |                         |                                                  |                    |
| 126 | "A Jornada de Mil Milhas Alimentares" "Journey of a Thousand Food Miles" | 8 de maio de 2020       | Milhas de alimentação                            | 1212               |
| Jackie e Inez procuram cerejas em todos os lugares para que Digito possa fazer sua famosa sobremesa suprema de cereja para o crítico gastronômico Bone Appetit. Infelizmente, Hacker roubou o último lote de cerejas da temporada para fazer "Cherries a la Hacker". Depois de viajar por Castleblanca e Factoria, ainda não há cerejas. |                                                                          |                         |                                                  |                    |

## Décima Terceira Temporada:2022
| # | Título                                               | Data Original           | Tópico Matemático                                                        | Código de produção |
| --- | ---------------------------------------------------- | ----------------------- | ------------------------------------------------------------------------ | ------------------ |
| 127 | "A Parada de Pato" "Duck Stop"                       | 25 de fevereiro de 2022 | Migração Animal                                                          | 1301               |
| O Cyber Esquadrão acompanha a migração dos patos da Fronteira Norte para Restoria, ajudando o bando a evitar inúmeros perigos ao longo do caminho.                     |                                                      |                         |                                                                          |                    |
| 128 | "O Grande Ar Livre" "The Great Outdoors"             | 25 de fevereiro de 2022 | Apreciando a natureza/Dizer o tempo/Mapeamento                           | 1302               |
| O Cyber Esquadrão investiga uma criatura misteriosa que pisoteia Crestwood Park, deixando os visitantes com muito medo de entrar.                                      |                                                      |                         |                                                                          |                    |
| 129 | "A Dor de Coral" "Coral Grief"                       | 25 de fevereiro de 2022 | Recifes de coral/Poluição térmica                                        | 1303               |
| O Cyber Esquadrão e o Digito tentam encontrar a fonte que está aquecendo as águas do oceano e branqueando o recife de coral.                                           |                                                      |                         |                                                                          |                    |
| 130 | "Sustentável por Design" "Sustainable by Design"     | 25 de fevereiro de 2022 | Design sustentável/Prototipagem/Geometria                                | 1304               |
| Jackie ganha a chance de ser aprendiz do estilista Fabio DeZine e descobre que é preciso mais do que um desenho bonito para criar algo que cause um impacto duradouro. |                                                      |                         |                                                                          |                    |
| 131 | "A Brilhante Ideia de Hacker" "Hacker's Bright Idea" | 29 de abril de 2022     | Poluição luminosa/Balança de garrafa/Direções cardinais/Contando o tempo | 1305               |
| O Cyber Esquadrão aguarda o retorno do cometa de Kacy, mas uma luz brilhante no céu bloqueia todas as estrelas.                                                        |                                                      |                         |                                                                          |                    |
| 132 | "Bug e a Árvore" "Buzz and the Tree"                 | 29 de abril de 2022     | Árvores                                                                  | 1306               |
| É o Dia da Árvore no ciberespaço, mas Buzz está mais interessado em seu videogame do que em plantar uma árvore, então Delete pede ajuda ao Cyber Esquadrão.            |                                                      |                         |                                                                          |                    |
| 133 | "Os Patifes Melodiosos" "The Lilting Loons"          | 29 de abril de 2022     | Poluição da água de fonte não pontual/Índices                            | 1307               |
| O Cyber Esquadrão investiga depois que os Lilting Loons de Botsberg desaparecem e seu lago é substituído por lixo.                                                     |                                                      |                         |                                                                          |                    |
| 134 | "Vivendo em Desarmonia" "Living in Disharmony"       | 29 de abril de 2022     | Espécies invasivas                                                       | 1308               |
| A sobrinha de Hacker, Harmony, retorna à Fronteira Norte com um novo animal de estimação, Sparkletoes, que rapidamente supera suas boas-vindas.                        |                                                      |                         |                                                                          |                    |
| 135 | "Problema de Trânsito" "Traffic Trouble"             | 24 de junho de 2022     | Formas de transporte                                                     | 1309               |
| Os Dingerville Dragons precisam contornar o tráfego para que possam chegar ao campo para praticar.                                                                     |                                                      |                         |                                                                          |                    |
| 136 | "Um Jardim Nasce" "A Garden is Born"                 | 24 de junho de 2022     | Biodiversidade/Pictogramas                                               | 1310               |
| O premiado Prickly Peach Cacti da Juíza Trudy desaparece. Enquanto isso, Buzz e Delete constroem seu próprio jardim.                                                   |                                                      |                         |                                                                          |                    |

## Décima Quarta Temporada:2023
| # | Título                                  | Data Original       | Tópico Matemático       | Código de produção |
| --- | --------------------------------------- | ------------------- | ----------------------- | ------------------ |
| 137 | "Clean-Up on Isle 8" Limpeza na Ilha 8" | 21 de abril de 2023 | Engenharia e estimativa | 1401               |
| O Cyber Esquadrão se diverte na Ilha 8. Lá encontram Deleto limpando a praia. Eles ajudam Deleto a encontrar uma forma de limpar a praia até o pôr do sol. |                                         |                     |                         |                    |
| 138–139 | "Weather or Not" Tempo ou Não"          | 28 de abril de 2023 | ASA                     | 1402               |
| 140 | "Trees, Please" Árvores, Por favor"     | 28 de abril de 2023 | ASA                     | 1403               |